# Annaba
Pour les articles homonymes, voir Bouna.
«  Bône » redirige ici. Pour les autres significations, voir Bone.
Annaba (en arabe : عنابة, en berbère : ⴱⵓⵏⴰ), anciennement Hippone, Bouna, puis Bône lors de la colonisation française et surnommée « Medinet Zaoui » ou encore « La Coquette », est la quatrième ville d'Algérie en nombre d'habitants après la capitale Alger, Oran et Constantine.
La ville d'Annaba est située dans le nord-est du pays, à 536 km à l'est d'Alger, à 106 km à l'ouest de la frontière tunisienne, et à quelque 200 km au sud de la Sardaigne. Annaba est une métropole littorale dont la population de l'agglomération dépassait 600 000 habitants en 2008.

## Géographie

### Situation
Annaba se situe dans le nord-est de l'Algérie, sur la rive sud du bassin algéro-provençal, à l'extrémité nord-est de sa wilaya. Elle est distante de 600 km de la capitale Alger et 106 km la séparent de la frontière tunisienne. La ville s'élève au fond d'une baie ouverte à l'est sur le golfe d'Annaba. Elle est dominée à l'ouest par la chaîne de montagne de l'Edough (1 008 m d'altitude).
|         | Mer Méditerranée |                  |
| Seraïdi | Annaba           | Mer Méditerranée |
|         | El Bouni         |                  |

### Relief et hydrographie
- Le massif de l'Edough : Annaba se situe sur le bord est de l'Edough, massif montagneux culminant à 1 008 m d'altitude.
- L'oued Seybouse : il a son embouchure (détournée au début des années 1970, à l'occasion de la construction d'une usine de production d'engrais chimiques) au sud-est de la ville qui rejoint la mer Méditerranée. Son bassin est le plus étendu d’Algérie et ses terres sont des plus fertiles.
- Le Lac de Fetzara : il est situé à l’ouest de la ville, à 14 km de la mer Méditerranée. Il s’allonge dans le sens est-ouest sur 17 km de long et sur 13 km de large. Il est limité au nord par le massif de l’Edough, par les collines de Aïn Berda au sud et les cordons dunaires situés à l’est et à l’ouest. À la périphérie du lac existent plusieurs agglomérations : au nord, le chef-lieu de la commune de Berrahal, au sud les territoires des communes d’El Eulma (Oued El Hout) et de Cheurfa et, à l’est, les petits villages d’El Gantra et de Oued Zied.

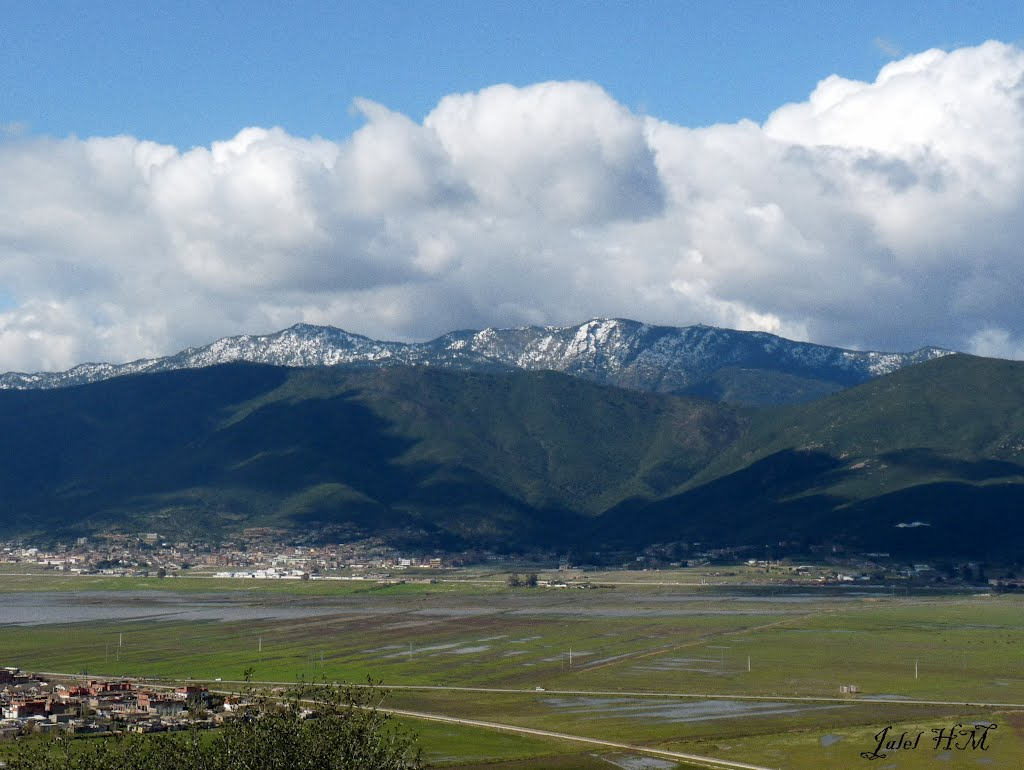
Massif de l'Edough.
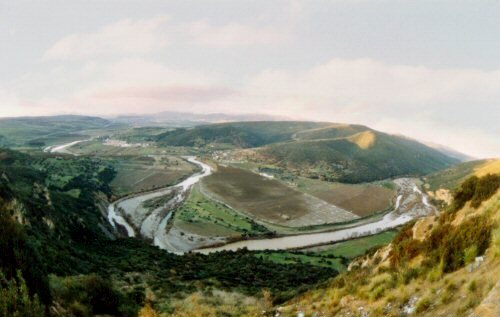
Oued Seybouse au sud d'Annaba dans la wilaya de Guelma.

### Climat

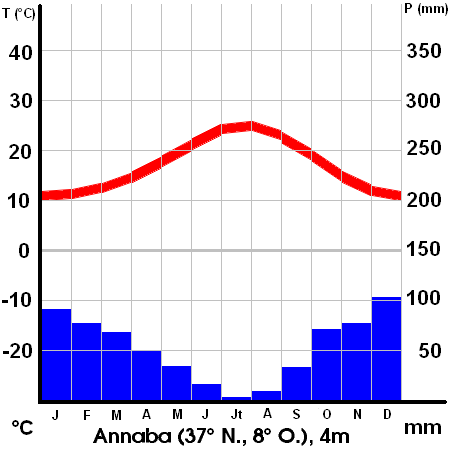
Température et pluviométrie à Annaba.

Annaba bénéficie d'un climat méditerranéen. Elle est connue pour ses longs étés chauds et secs. Les hivers y sont doux et humides ; les jours de neige sont rares. Les pluies sont abondantes et peuvent être diluviennes. Il fait généralement chaud surtout de la mi-juillet à la mi-août.
| Mois                              | jan. | fév. | mars | avril | mai | juin | jui. | août | sep. | oct. | nov. | déc. | année |
| --------------------------------- | ---- | ---- | ---- | ----- | --- | ---- | ---- | ---- | ---- | ---- | ---- | ---- | ----- |
| Température minimale moyenne (°C) | 7    | 7    | 8    | 10    | 13  | 16   | 19   | 20   | 18   | 15   | 11   | 8    | 12    |
| Température moyenne (°C)          | 11   | 12   | 13   | 15    | 18  | 21   | 24   | 25   | 23   | 20   | 15   | 12   | 17    |
| Température maximale moyenne (°C) | 15   | 16   | 17   | 19    | 22  | 26   | 29   | 30   | 28   | 24   | 20   | 16   | 22    |
| Précipitations (mm)               | 100  | 70   | 70   | 40    | 30  | 10   | 0    | 10   | 30   | 70   | 60   | 100  | 630   |

### Transports
Annaba dispose d'une gare ferroviaire située à proximité de la gare maritime et de la gare routière.
L'aéroport d'Annaba - Rabah Bitat est situé à 9 km au sud de la ville. Des vols opérés par la compagnie Air Algérie relient Annaba à Alger et à Oran, et aux villes françaises de Paris, Lyon, Marseille et Nice, à la ville turque d’Istanbul ainsi qu'à Milan en Italie. Des liaisons avec Médine et Djeddah, en Arabie saoudite, sont également effectuées lors du pèlerinage de la Mecque.
La ville est dotée d'un port faisant partie des dix ports de commerce algériens et abritant des bateaux qui assurent le transport de passagers jusqu'à Marseille ou l'Italie.

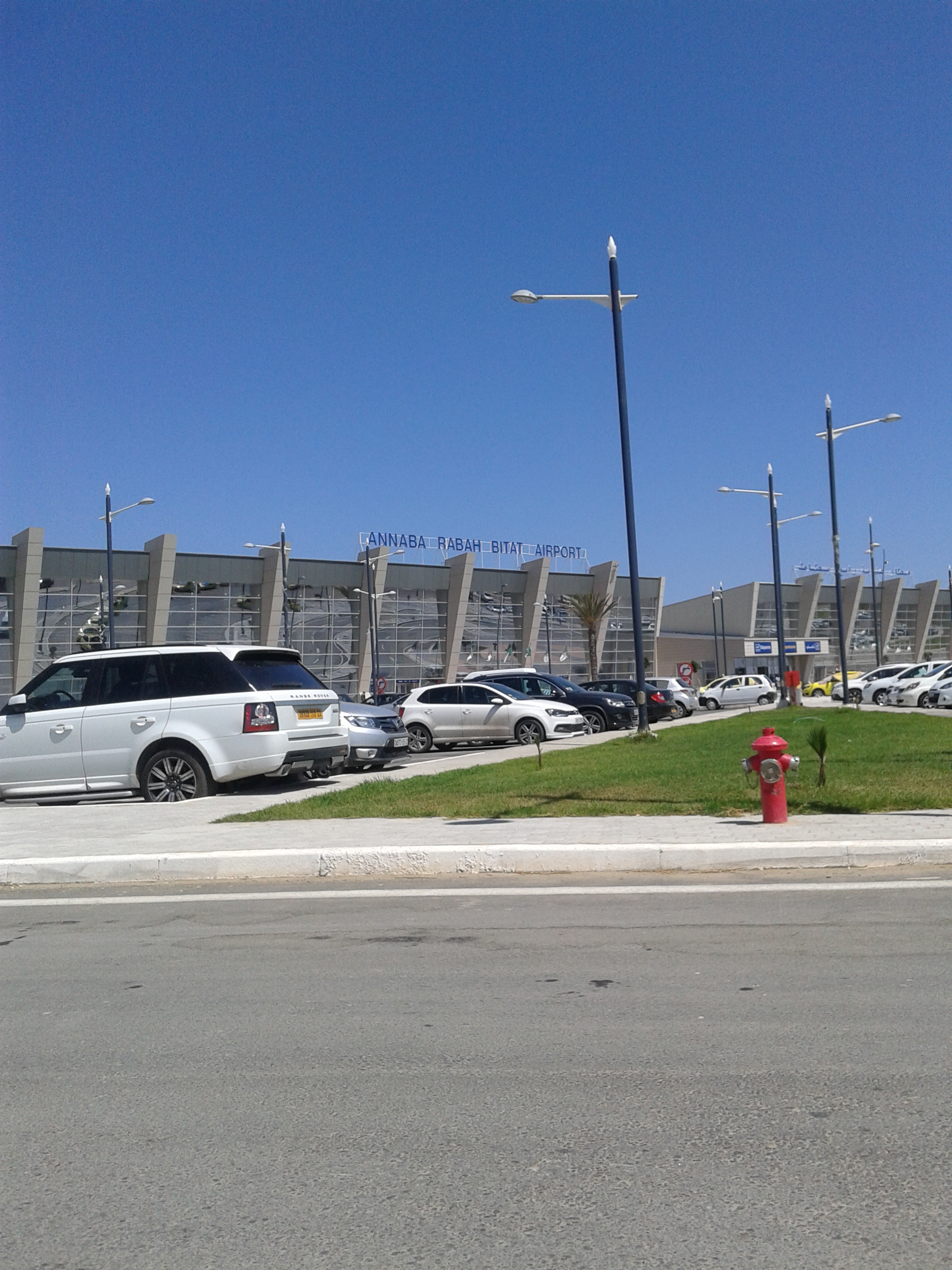
Aéroport d'Annaba Rabah Bitat, situé au sud-Est de la ville.

Une nouvelle gare maritime y est en construction. Sa mise en service est prévue pour la fin de l'année 2019.

## Urbanisme
L'agglomération englobe les villes d'El Bouni, El Hadjar et Sidi Amar, qui forment à présent une véritable couronne autour de la ville d'Annaba et dont les liens avec cette dernière sont de plus en plus denses. La ville s'est considérablement développée depuis l'implantation de l'usine métallurgique d'El Hadjar (à une dizaine de kilomètres au sud) qui draine de la main d'œuvre de toute la région.
Le centre-ville d'Annaba, où est situé le cours de la Révolution (ancien cours Bertagna), déborde d'arcades en tous genres où s'abritent restaurants, terrasses et kiosques divers.

## Toponymie
L'une des plus anciennes cités de l'Algérie, la ville a porté successivement les noms d'Ubon[réf. nécessaire], HippoRegius, Hippone, Bouna, Bled El Anneb, Bône et enfin Annaba.
Autrefois, on l'appelait Bilad Al unnāb, c'est-à-dire la ville des jujubes (ar) عُنابا ('unab), à cause de la grande production de ce fruit dans cet endroit[réf. nécessaire].

## Histoire
Pour un article plus général, voir Histoire de l'Algérie.

### Préhistoire
La région d'Annaba est riche en découvertes archéologiques datant de la Préhistoire de - 2 millions d'années. Les Homo erectus auraient vécu dans cette région depuis le Paléolithique supérieur (-1,8 million d'années à -100 000 ans). À partir du Néolithique, un nouveau type d'humains fait son apparition : le « Protoméditerranéen ».
L'homme est apparu dans le périmètre d'Annaba depuis le Paléolithique, dans la zone de Ras-Al-Hamra (Cap de Garde), dans les collines de Bouhamra. Les hommes préhistoriques ont laissé de nombreux témoignages dans la région de Bône : silex taillés ou polis, menhirs, cromlechs, dolmens, que ce soit à Roknia pour le plus connu ou bien encore à Guelma, Le Tarf ou Chapuis.
En parallèle, une autre civilisation dite capsienne s'est développée dans la région de Gafsa qui se situait au Sud-Ouest de la Tunisie. Les Capsiens, sur le plan anthropologique, sont très similaires aux habitants de l'Afrique du Nord. Les préhistoriens affirment donc que les premiers Maghrébins sont issus des Protoméditerranéens Capsiens, qui représentent la première lignée berbère.
À la fin du Ve millénaire av. J.-C., fin de l'ère Néolithique, débute l'ère de la Préhistoire (-5 000 à - 3 000 ans). Les archéologues découvrent lors de leurs recherches en Afrique du Nord architecture, des sépultures funéraires et des poteries rudimentaires datant de cette époque.
Les découvertes prouvant l'existence passée de l'homme préhistorique dans la région d'Annaba sont les mêmes que dans tout le bassin méditerranéen : armes et outils en pierre, abris sous roches, sépultures de pierre brute, dolmens, etc.

### Antiquité: fondation d'Hippone

Localisation des cités romaines de l'Afrique romaine.

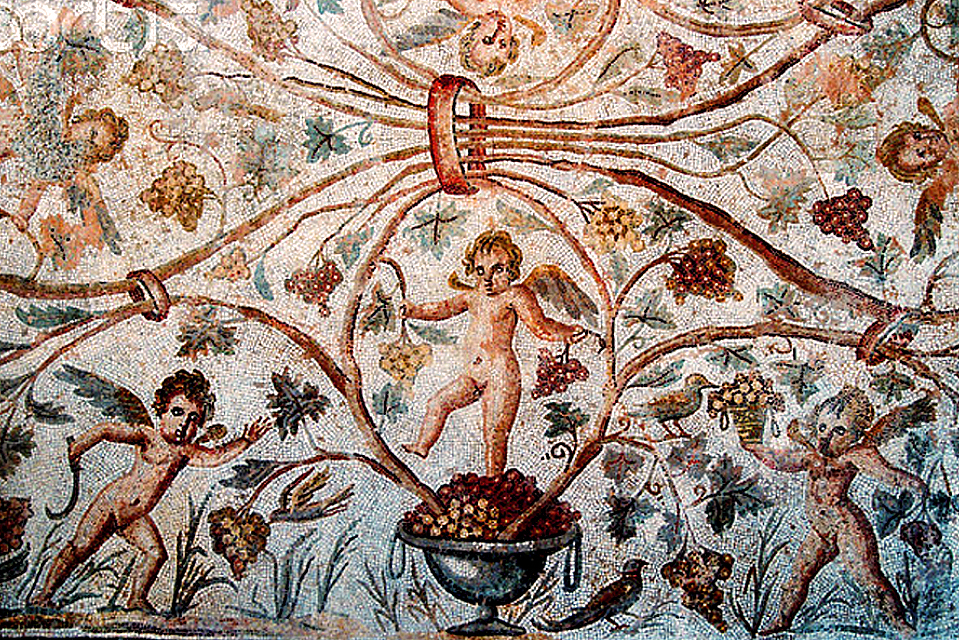
Mosaïque du musée de Hippone, illustrant des anges viticulteurs.

C'est un ancien comptoir punique fondé durant l'extension de la civilisation des Phéniciens au-delà de leurs frontières originelles. Sa création se situe à l'arrivée de ces derniers sur les côtes de l'océan Atlantique vers 2 000 ans av. J.-C.. Il est connu que les Phéniciens excellaient dans la navigation marine, car ils avaient compris que la prospérité, la fructification de leurs richesses et le développement économique ne pouvaient provenir qu'au-delà des limites marines. II leur fallait donc traverser océans et mers pour assouvir leurs buts expansionnistes. Mais les distances lointaines entre la Phénicie et les grands centres commerciaux ou les grandes villes situées le long de la façade marine du continent les poussèrent à établir des comptoirs commerciaux. C'est dans cet ordre d'idées qu'en 1100 av. J.-C., les Phéniciens de la ville de Tyr fondèrent en Afrique antique (l'actuelle Tunisie) la ville d'Utique, considérée comme leur plus ancien comptoir. Plus tard, vers 814 av. J.-C. fut fondée Qarthadesh (Carthage), c'est-à-dire « la ville nouvelle ». Des activités commerciales se sont développées avec les Phéniciens, qui y faisaient souvent escale au retour de leurs campagnes cabotières au pays des Tartessiens (sud-est de l'Espagne). Ces Phéniciens étaient des sémites du groupe cananéen venus de la côte du Liban actuel).
Du VIe au IIIe siècle av. J.-C., Hippone (ou Hippot) se soumet à l'hégémonie carthaginoise. Au IIIe siècle av. J.-C., la consolidation du royaume numide, notamment sous le règne de Massinissa et de ses successeurs, entraîne l'intégration d'Hippone au royaume numide ; elle devient une ville royale, Hippo Regius. Ce rang est dû probablement à son rôle de port assurant les liaisons entre l'arrière-pays et la Méditerranée.
Grâce aux Phéniciens, qui y ont apporté les connaissances et savoir-faire de toutes les civilisations du Moyen-Orient, la cité devient l'un des grands centres de la nouvelle province numide soumise aux Romains, l'Africa Nova. Les vestiges actuels correspondent à la phase romaine puis aux phases vandale et byzantine.
L'histoire d'Hippone se confond avec celle de Carthage, dont elle adopte peu à peu les mœurs, les coutumes, la religion et la langue.
La prospérité de Carthage provoque des rivalités avec ses voisins. Trois groupes prédominent à l'époque en Afrique du Nord : les Maures à l'ouest, les Gétules au sud et les Numides à l'est et au centre. La Numidie est alors divisée en deux royaumes : celui des Masaesyles à l'ouest et celui des Massyles à l'est. Les guerres puniques embrasent tout le monde antique. Hippone et sa région sont alors envahies par les Massyles, dont le roi Massinissa était allié aux Romains. Hippone connaît l'indépendance et la paix seulement après la chute de Carthage en - 146.
On pense qu'Hippone est choisie, à la fin de la seconde guerre punique, comme résidence favorite des rois Numides, lui donnant, du fait de sa situation géographique, le prestige d'une « ville de plaisance » après la chute de Carthage. Elle est appelée « ville royale » pendant tout un siècle.
La particularité d'Hippone à l'époque chrétienne est d'être devenue un centre de rayonnement de la pensée théologique de son évêque, saint Augustin (354-430).

### Hippone chrétienne (240 à 670) - Saint Augustin (354-430)

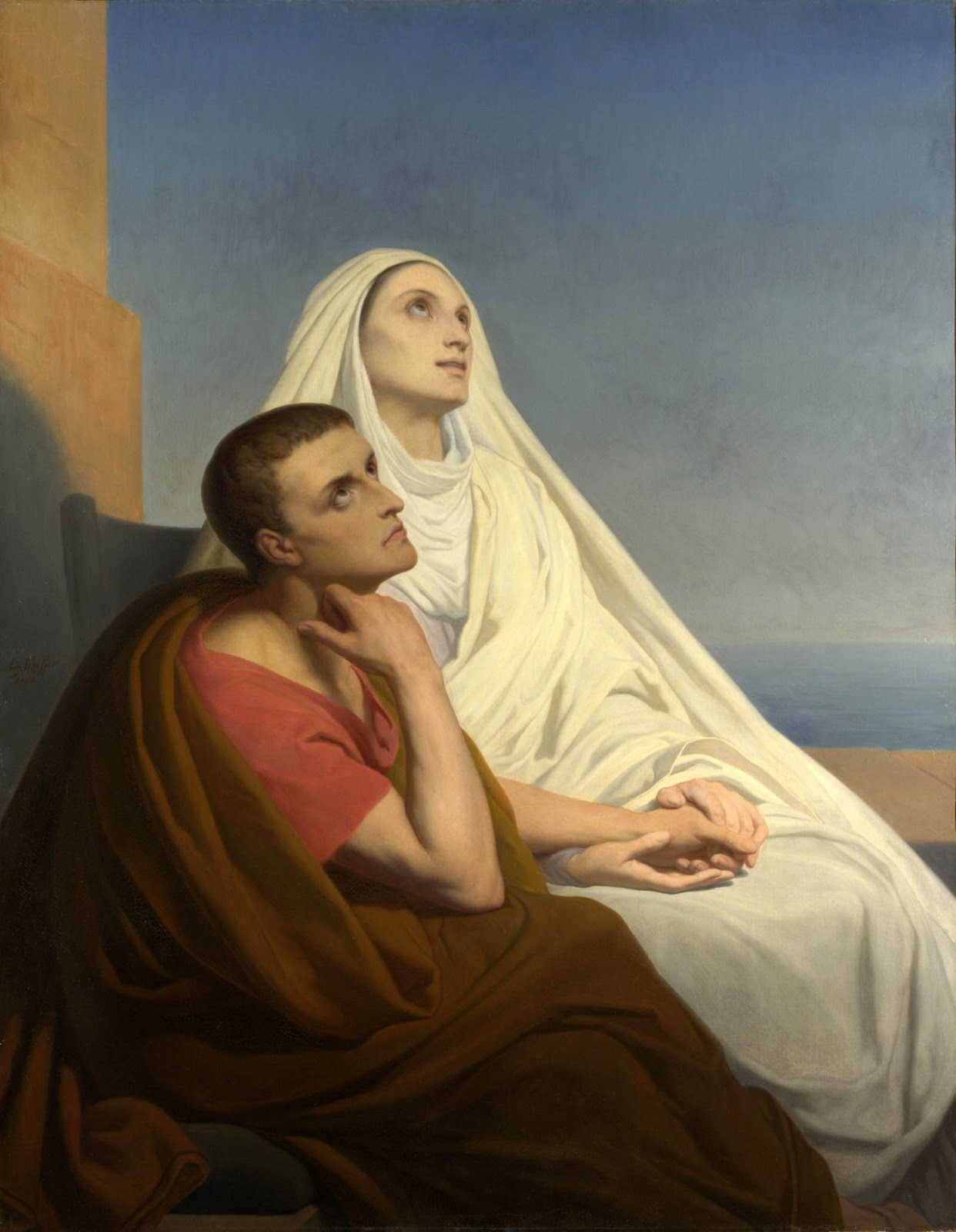
Saint Augustin et sa mère sainte Monique figure du christianisme dans la région d'Annaba.

Le christianisme a dû faire son apparition en Afrique du Nord au début du IIIe siècle. Les premiers Africains convertis à cette nouvelle religion ont été torturés et livrés aux fauves par les Romains, notamment lors de la Grande persécution de Dioclétien (303-304). La Paix de Maxence (307) ouvre une période de tolérance, troublée au sein de l'Église d'Afrique par l'apparition du donatisme : à l'occasion de la succession de l'évêque de Carthage, une fraction de l'église fait sécession sous la direction de Donat, donnant lieu à un schisme, le donatisme, qui subira une alternance de tolérance et de répression, tout en n'hésitant pas à pratiquer lui-même la violence et persécution. Le conflit, théologique et matériel, entre le catholicisme et ce schisme africain, durera jusqu'à l'extinction du donatisme pendant la domination vandale.
En 362, l'empereur Julien autorisa la pratique de toutes les tendances du christianisme. Mais en 380, l'empereur Théodose Ier déclara le catholicisme religion officielle de l'Empire.
C'est à partir de 395 que l'évêque d'Hippone Augustin (futur saint Augustin) développa les arguments contre le donatisme. Se sentant personnellement menacé, il fit appel à l'autorité impériale; l'édit de Ravenne de 412 déclara le donatisme hors la loi. Par la hauteur de ses vues et la qualité de ses écrits, Augustin fit d'Hippone un centre de rayonnement de la pensée chrétienne au début du Ve siècle, jouant un rôle primordial dans la consolidation du catholicisme, et établissant les assises définitives de l'église moderne, dont il sera considéré comme un des Pères et Docteurs.
Localement, il fonda à Hippone un monastère.

### Invasion vandale (431-533) - Reconquête byzantine (533)
Les Vandales (peuple germanique), chassés par les Huns (peuple nomade d'Asie centrale), envahissent la Gaule (406), l'Espagne (409), et franchissent le détroit de Gibraltar en 429 pour conquérir l'Afrique du Nord. Ils sont chrétiens, mais adeptes d'une conception dissidente de la nature du Christ, l'arianisme (rejeté comme hérétique par le premier concile de Nicée de 325).
En mai 430, Hippone fut assiégée. La ville résista 18 mois, mais les campagnes voisines furent pillées. Au cours de ce siège, l'évêque Augustin décéda. L'église se hâta d'assurer la conservation de la bibliothèque et des manuscrits du futur saint peu après son décès. La mort de cette éminente figure de l'orthodoxie coïncide ainsi avec la défaite romaine dans la région sous les coups des Vandales. La ville devint la capitale de Genséric et de ses successeurs, maîtres de toute l'Afrique du Nord (anciennes provinces de Numidie et de Proconsulaire [Est algérien et Tunisie] pendant plus d'un siècle, mises à part Cirta et Carthage, qui tombera en 439). Hippone connaîtra alors une période de relative tranquillité (mais aussi d'atrophie à tous les niveaux), toutefois troublée par quelques révoltes berbères.
En 533, une armée de Constantinople, sous le commandement de Bélisaire, fut envoyée par l'empereur byzantin Justinien Ier, qui se considérait comme héritier de l'ensemble de l'Empire romain, pour reprendre aux Vandales le contrôle de l'Afrique du Nord. La bataille de Tricaméron marquera la chute des Vandales. Mais malgré tous leurs efforts, les Byzantins ne parvinrent pas à redonner à la ville son éclat d'antan, tout au plus constitua-t-elle une escale ou un point de ravitaillement pour la flotte byzantine.

### Période des dynasties islamiques

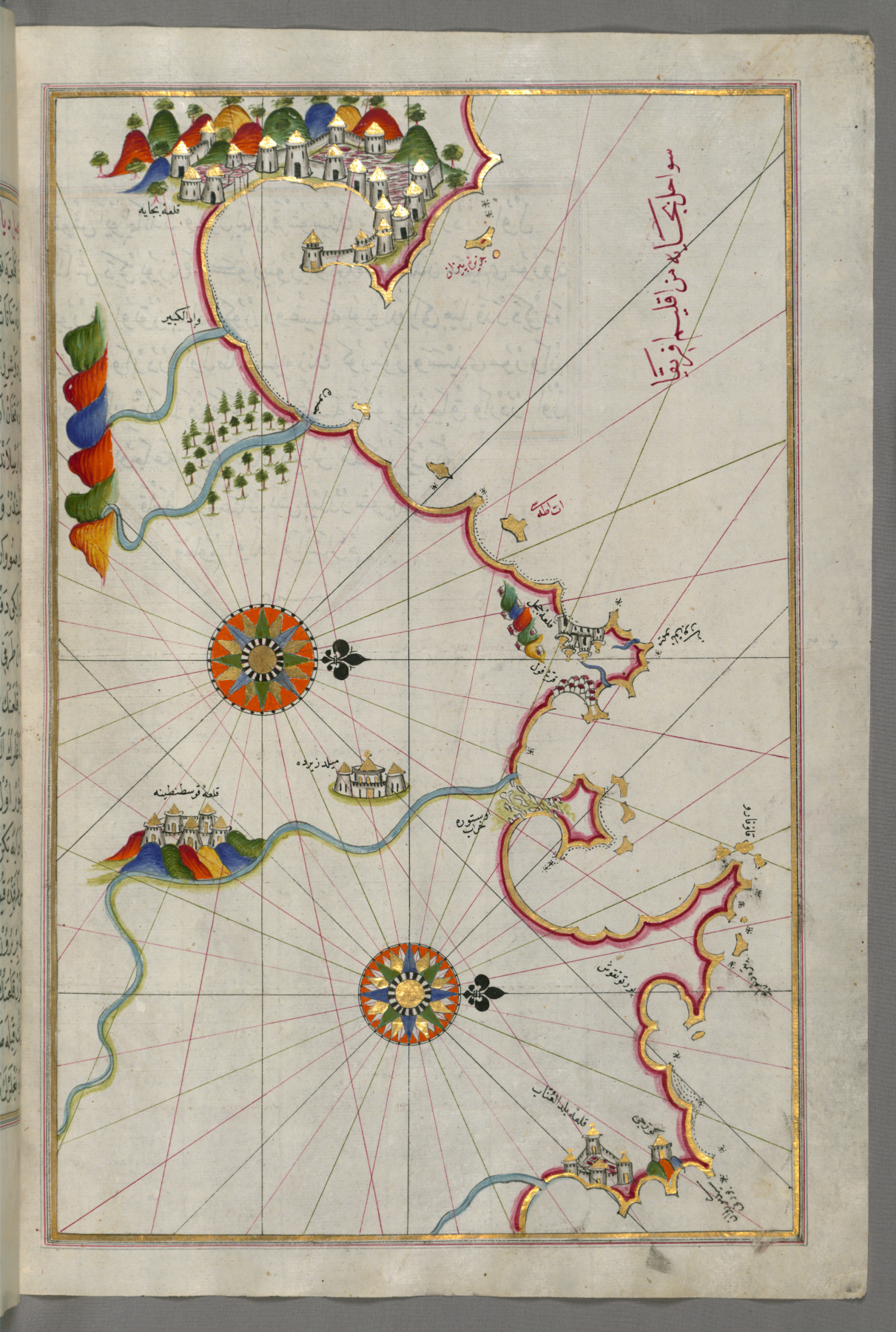
Carte par Piri Reis sur laquelle on voit Annaba sous le nom arabe de Qalaãt Balad El Unnãb.

La conquête de l'Afrique du Nord est conduite depuis l'Égypte par petites vagues à partir de 647. Mais des luttes de succession obligent, pour un temps, les Arabes à mettre fin à leurs expéditions. L'arrivée au pouvoir des omeyyades marque la reprise de la politique d'expansion. Les Arabes se lancent à la conquête de « l'île du Maghreb » . C'est au cours de cette seconde expédition que la Numidie orientale connut les premiers raids de l'armée arabe. Vers 666, les troupes de Mu'awiya, peu après leurs conquêtes de Djerba et Bizerte, déferlent sur Hippone. Protégée par de solides remparts et défendue par les forces byzantines, le siège de la cité fut de courte durée ; les Arabes ne la quittèrent qu'après l'avoir en partie incendiée. Tandis que Berbères, Byzantins et Arabes s'entretuaient, Hippone eut à connaître un certain regain d'activité du fait du débarquement d'une imposante garnison venue de Constantinople, renforçant à nouveau leur autorité sur l'ensemble du pays. La fondation de Kairouan, en 670 par Okba Ibn Nafî, marque définitivement l'installation des Arabes en Ifriqiya (la Tunisie et l'est du Constantinois).
Après la conquête définitive de Carthage en 698, Hippone devient un refuge pour les Carthaginois puis sera dévastée par les Arabes après avoir mis un terme à la résistance de l'autorité impériale byzantine. L'antique cité Berbère, Numide, romaine et byzantine, sera par la suite en partie restaurée, après sa destruction partielle en 666 et adaptée à un nouveau mode vie oriental.
L'ancienne Hippone, est alors rebaptisée par les Arabes « Médinet Seybouse » puis officiellement « Bouna », plus facile à prononcer que Hippone. Vaincues, certaines tribus berbères se convertissent et contribuent à leur tour à l'expansion de l'islam.
Au début du XIe siècle, la ville antique est abandonnée pour un nouveau site à 3 km au nord du premier. La nouvelle ville « Bouna Al Haditha » (« Bouna la Neuve ») est bâtie sur une hauteur de 40 mètres d'altitude, à la différence de l'antique qui se trouve au bord de la mer (1 à 3 mètres d'altitude).
Dès l'année 1040, la ville s'entoure de remparts pour renforcer sa défense naturelle. Les Sanhadjas, qui la fondent, en font un poste de défense et de surveillance. Bouna devient un port d'échanges commerciaux du XIe au XIXe siècle.
En 1153, le roi de Sicile, Roger II, d'origine normande, conquiert la ville de Bône et y règne avec son fils Guillaume Ier pendant quelques années, jusqu'en 1158. Guillaume Ier, Roi de Sicile, est connu pour avoir accueilli savants et lettrés à Palerme, et notamment le grand géographe Al-Idrissi (1100-1165). Guillaume Ier se replie par la suite à Mahdia (à 475 km à l'est) jusqu'en 1160.

### Période ottomane et espagnole

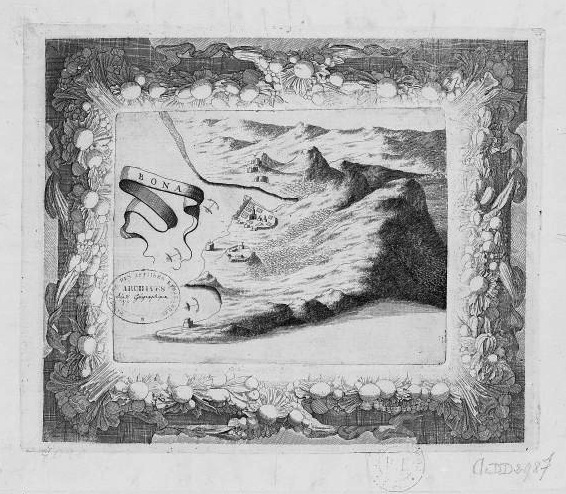
Annaba en 1700 (époque ottomane).

L'empereur Charles Quint envoie en 1535 une escadre espagnole pour conquérir Bouna (la citadelle d'Annaba). Il ordonne la destruction de la muraille qui joint la ville à la forteresse. Mais face au blocus maritime des Turcs et l'hostilité de la population, des dizaines de soldats espagnols succombent. En 1540, Charles Quint ordonna l'évacuation de Bouna.
Après la reprise de la ville contre les troupes de Charles Quint, les autorités turques fortifient la ville et la surmontent d'un fort Cigogne. Pour la relier à ses colonies occidentales, les Turcs décident d'inclure la ville et sa région dans la régence d'Alger.
Bouna (Bona) est parée d'un nouveau qualificatif : « Madinat Al Unnab », ou Annaba, qui va lentement se substituer à son ancien nom de 'Bouna', à la fin du XIXe siècle et aujourd'hui.
La fonction de point d'échanges commerciaux, notamment avec l'étranger, fait d'Annaba et sa région une des assiettes de l'établissement de concessions commerciales européennes, prémices d'un développement économique plus important.

### Période française (1830-1962)

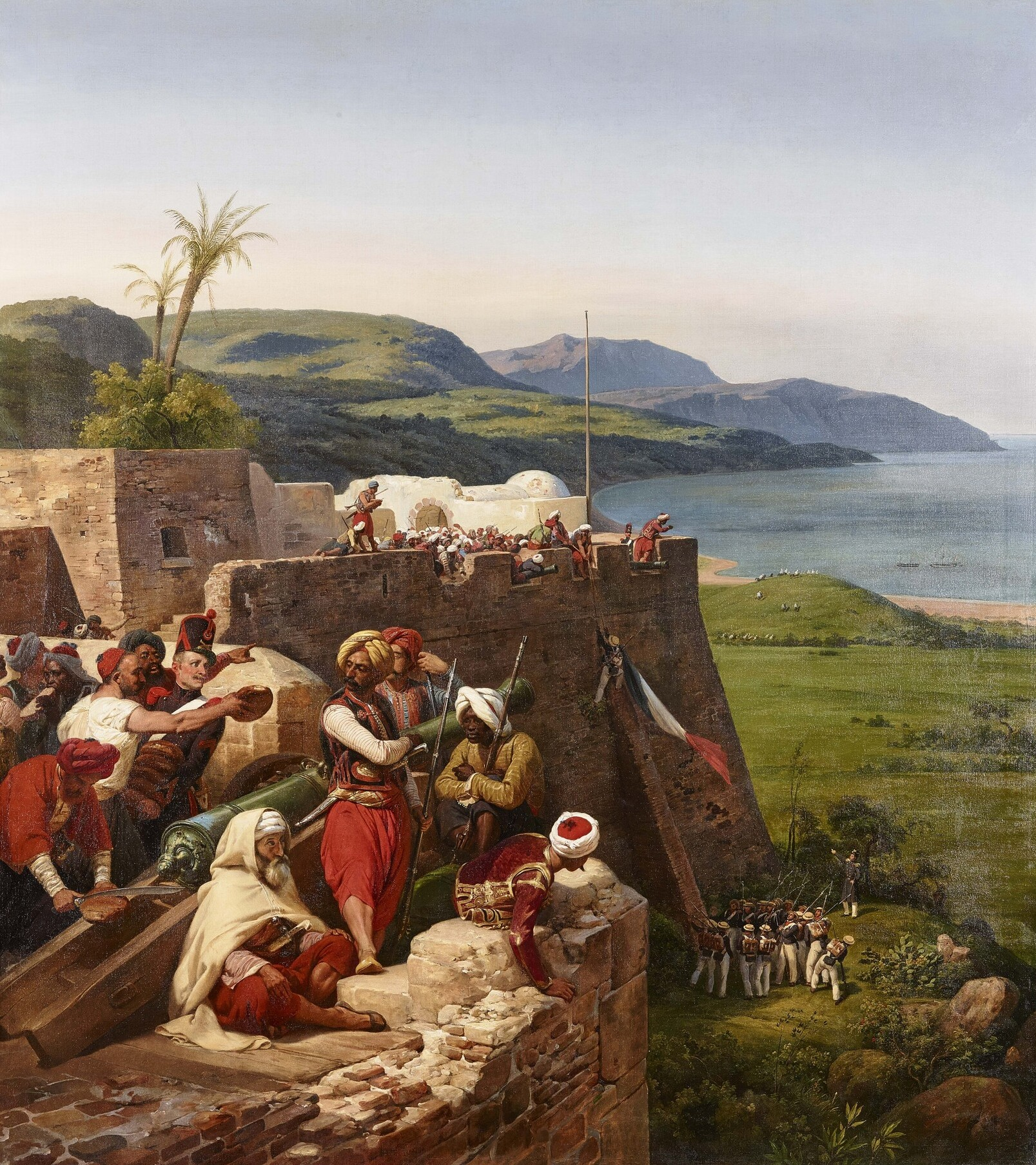
Prise de la casbah d'Annaba par l'invasion française, le 27 mars 1832.

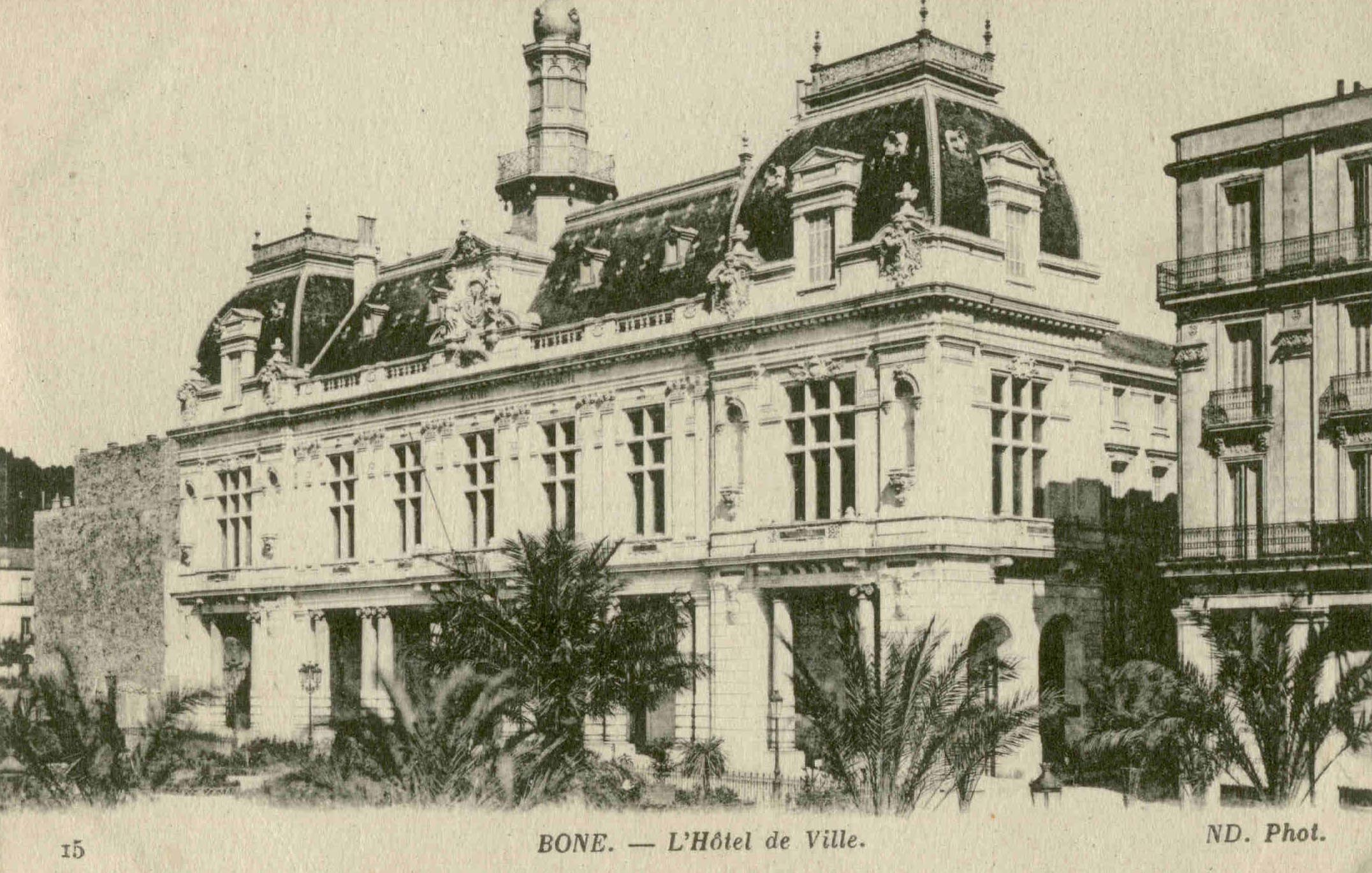
L'hôtel de ville d'Annaba à l'époque coloniale.

Les troupes françaises, avec à leur tête, Anne Jean Marie René Savary, duc de Rovigo, qui commande à Alger, souhaitent étendre l'action de la France vers l'Est et reprendre Bône, occupée la première fois par le général Damrémont en 1830, et une deuxième fois en 1831, par le commandant Huder ; mais par deux fois, il a fallu évacuer la ville dans des conditions assez difficiles du fait de l'absence de voies de communication protégées.
En avril 1832, le capitaine Édouard Buisson d'Armandy s'installe dans Bône avec ses canonniers. D'Armandy envoie au duc de Rovigo, à Alger, un billet lui expliquant que grâce aux trente marins de la Béarnaise, ils ont pris la citadelle de Bône mais sont face aux 5 000 hommes du bey de Constantine. Ils attendent des renforts. Les premiers jours sont difficiles et les vivres manquent. Enfin, le 8 avril, les renforts arrivent avec le brick La Surprise. Le maréchal Nicolas Jean-de-Dieu Soult, ministre de la Guerre à la tribune de la Chambre affirme « La prise de Bône est le plus beau fait d'armes du siècle ».
Bône reste sous administration militaire jusqu'au 17 février 1845. Son territoire est délimité par une ordonnance du 12 février 1844. Elle est érigée en commune de plein exercice par une ordonnance du 31 janvier 1848. Elle est intégrée au Département de Constantine, créé en décembre de la même année. Sa municipalité est organisée par décret du 8 juillet 1854.

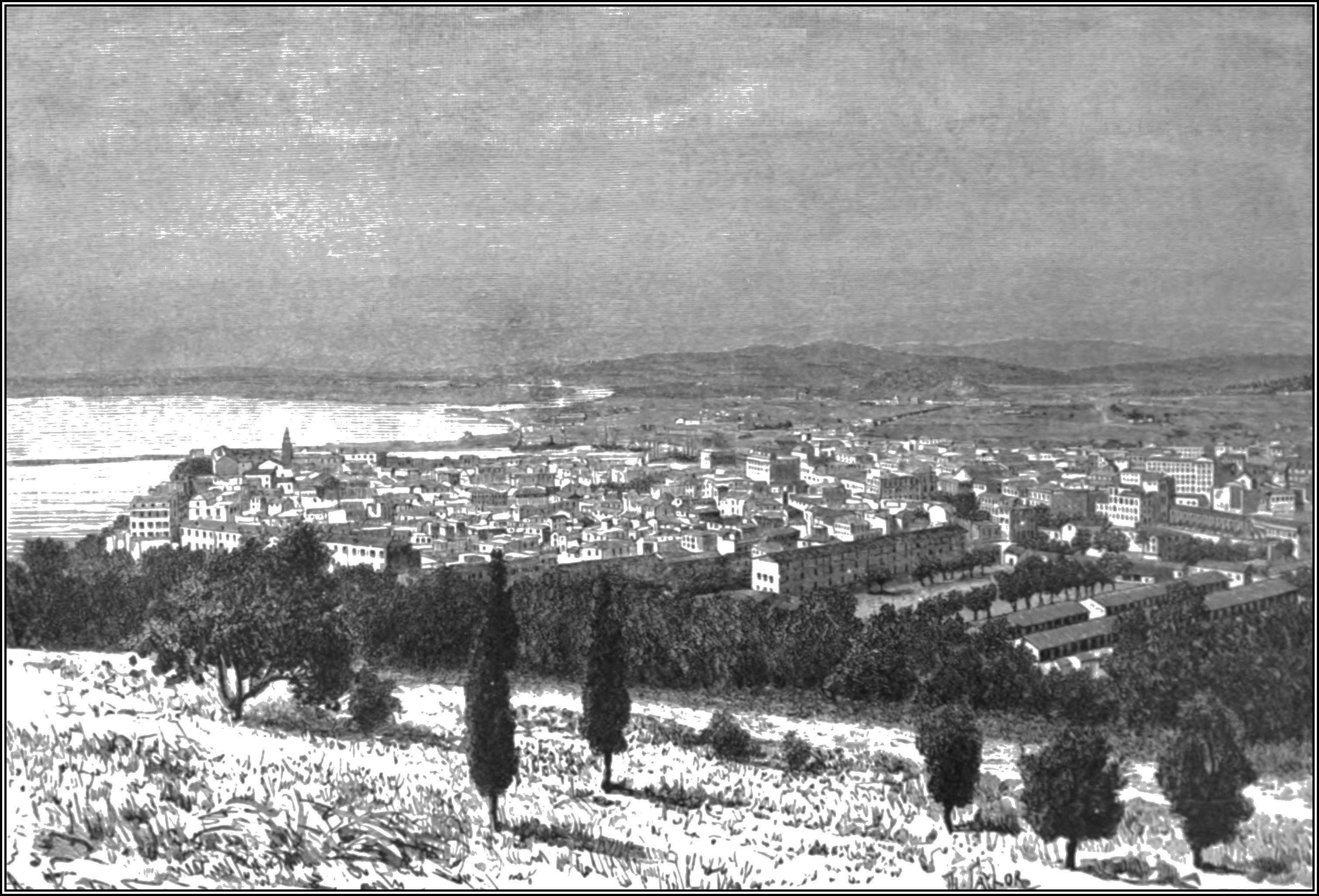
Vue de la ville au XIXe siècle.

Le développement économique peut alors se poursuivre avec la mise en valeur de Bône par de grands travaux dans la plaine bônoise qui, à l'origine marécageuse, devient une région très prospère, grâce à des cultures maraîchères, viticoles et arboricoles. Les vins de Bône seront connus et réputés jusqu'à Paris sous Napoléon III et le baron Haussmann.
Le Seybouse, qui arrose cette plaine, permet l'irrigation intensive des terres avoisinantes et enrichit la région de nouvelles cultures.
L'industrie se développe aussi largement, avec une usine de traitement des phosphates, plusieurs coopératives agricoles prospères, le développement du port de commerce de Bône, équipé du plus récent matériel de manutention. Du port de Bône partaient les différents minerais originaires du djebel Kouif et de l'Ouenza vers la France, et y arrivaient tous les équipements techniques, mécaniques, chimiques et agricoles pour toute la région Est du Constantinois. L'ensemble des ressources humaines et des entrepreneurs régionaux font de Bône l'une des plus riches villes des départements d'Algérie.
Les deux conflits mondiaux, outre la mobilisation des jeunes hommes dans l'armée, atteignent aussi la ville de Bône. Le 4 août 1914, Bône est bombardé par le croiseur Breslau de la Mittelmeerdivision de la marine impériale allemande tandis que Philippeville est attaqué par le croiseur Goeben faisant de nombreux morts dans cette seconde ville 
Environ cent quarante coups entre 3 h 40 et 4 h 30, puis le bâtiment se dérobe vers le nord-ouest. Un employé du port est tué, André Gaglione est le premier mort français de la guerre. Il y a cinq blessés. Les dégâts se limitent à un petit cargo, le Saint-Thomas, sévèrement endommagé, à quelques immeubles et au sémaphore, également endommagés
Au cours de la Seconde Guerre mondiale, Bône sert de base d'opérations aux armées britannique et américaine, débarquées le 13 novembre 1942 par terre et par mer. Bône subit de violents bombardements pendant l'hiver 1942-43.
La croix de guerre sera remise à la ville en juin 1949 par le président de la République Vincent Auriol pour son courage et sa vaillance face aux troupes allemandes.
La loi no 55-1082 du 7 août 1955 crée le département de Bône dont la ville est le chef-lieu.
En 1958, Bône compte 110 000 habitants et continue son développement.

### Première et Seconde Guerre mondiale

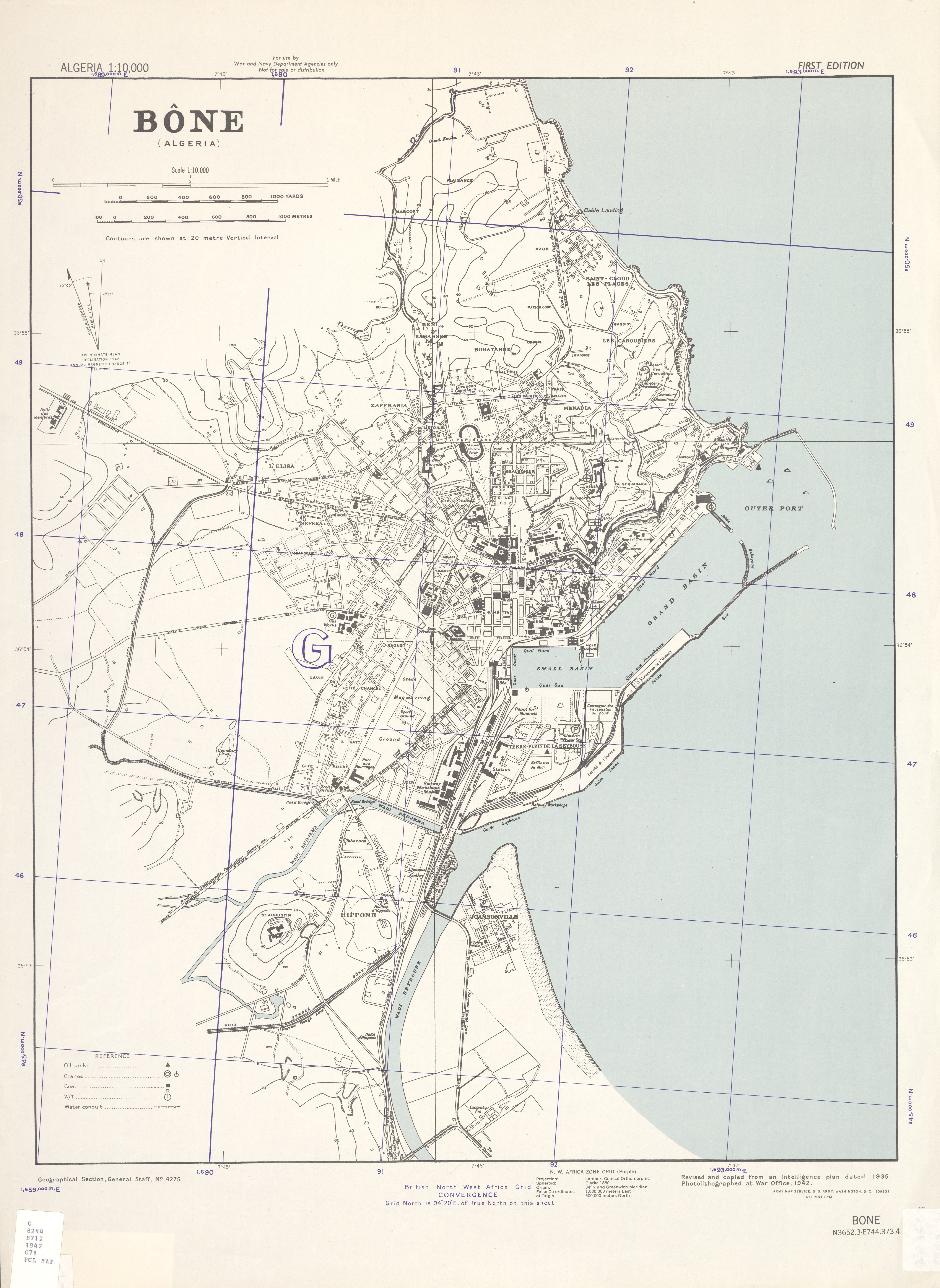
Plan de l'armée américaine de la ville de Bône durant la Seconde Guerre mondiale.

Le 4 août 1914, les premiers bombardements navals furent lancés sur Bône et Philippeville (Skikda). Le nombre d'obus lancés sur la ville a été estimé à 140. Les cibles visées étaient la gare ferroviaire, l'usine de gaz, les casernes, le port et le cap de Garde. Cette guerre dura quatre ans et toucha tout le pays.
En septembre 1939 éclate la Seconde Guerre mondiale. L'Allemagne nazie bat tous ses adversaires jusqu'en 1942, la Grande-Bretagne ne parvenant à tenir, seule, que grâce à la protection de l'océan. Britanniques et Français libres parviennent aussi péniblement à défendre l'Égypte contre les forces de l'Axe.
Un troisième front s'ouvre en juin 1941 quand Hitler se retourne contre son allié Staline. La guerre gagne toute l'Afrique du Nord en novembre 1942, lorsque les Anglo-Américains débarquent en Afrique française du Nord (AFN) avec 100 000 soldats, et rééquipent l'armée française d'Afrique avec du matériel moderne.
Les troupes américaines débarquent à Bougie, à Philippeville (Skikda) et à Bône sans rencontrer d'opposition. Mais le sort de Bône est gravement compromis en raison du manque de DCA et d'avions.
Le 13 novembre 1942, des avions nazis larguent sur Bône des bombes meurtrières. Ces bombardements se poursuivirent jusqu'au 30 juin 1943. Le calme revient quand les Alliés envahissent l'Italie.
Selon des sources officielles, en huit mois, 1 800 bombes ont été lancées sur le port et la ville de Bône. Le bilan des victimes civiles était de 164 morts dont 123 musulmans, 202 blessés dont 113 musulmans. Quant aux victimes militaires, on comptait 885 soldats alliés.
La ville a été décorée, le 11 novembre 1948, de la Croix de guerre 1939-1945 avec palme de bronze.

### Indépendance

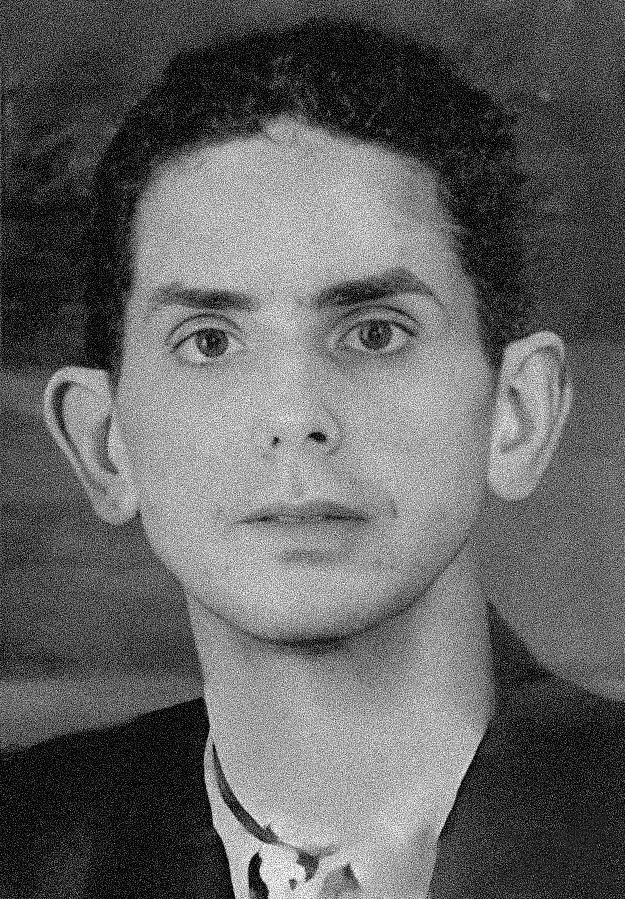
Badji Mokhtar, figure de la révolution algérienne de la région.

L'indépendance de l'Algérie en 1962 entraîne le départ des populations européenne et juive de la ville. Dans l'Algérie indépendante, la ville connaît une augmentation rapide de sa population alimentée par l'exode rural, pour atteindre plus de 400 000 habitants aujourd'hui dans sa grande agglomération.
Le président algérien Mohamed Boudiaf a été assassiné à Annaba le 29 juin 1992, au début de la guerre civile algérienne des années 1990.

## Économie

### Industrie
L'agglomération d'Annaba constitue le deuxième pôle industriel du pays après celui de la capitale Alger. La ville est un important lieu pour la sidérurgie, avec le complexe sidérurgique d'El Hadjar — qui est le plus grand d'Afrique[réf. nécessaire] — privatisé en 2001 et renationalisé en octobre 2013 après le basculement de 51 % du capital sous le contrôle de l'État algérien par le rachat des parts d'ArcelorMittal qui demeure cependant le maître-d'œuvre du site. Situé à huit kilomètres au sud de la ville, il s'étend sur 800 hectares, est associé à l'exploitation des mines d'Ouenza et de Bouhadjar, comprend deux hauts fourneaux, trois aciéries et des laminoirs à chaud, à froid et à fil et rond. Les industries du phosphate et du métal sont présentes à travers le complexe phosphatier de la Seybouse et le complexe métallurgique d'Allelik.
L'industrie privée est très importante à Annaba et se concentre notamment dans l'agro-alimentaire, la transformation métallique, le bois et ses dérivés, le BTP.
Les zones industrielles occupent près de 400 ha entre Pont Bouchet, Meboudja, Berrahal, Kherraza. Des zones d'activités sont situées dans la banlieue de la ville, à Sidi Salem, El-Eulma et Oued El-Aneb. L'extension de la zone industrielle d'Annaba est associée à la construction de la nouvelle ville de Draa Errich, distante de 20 km.

### Tourisme

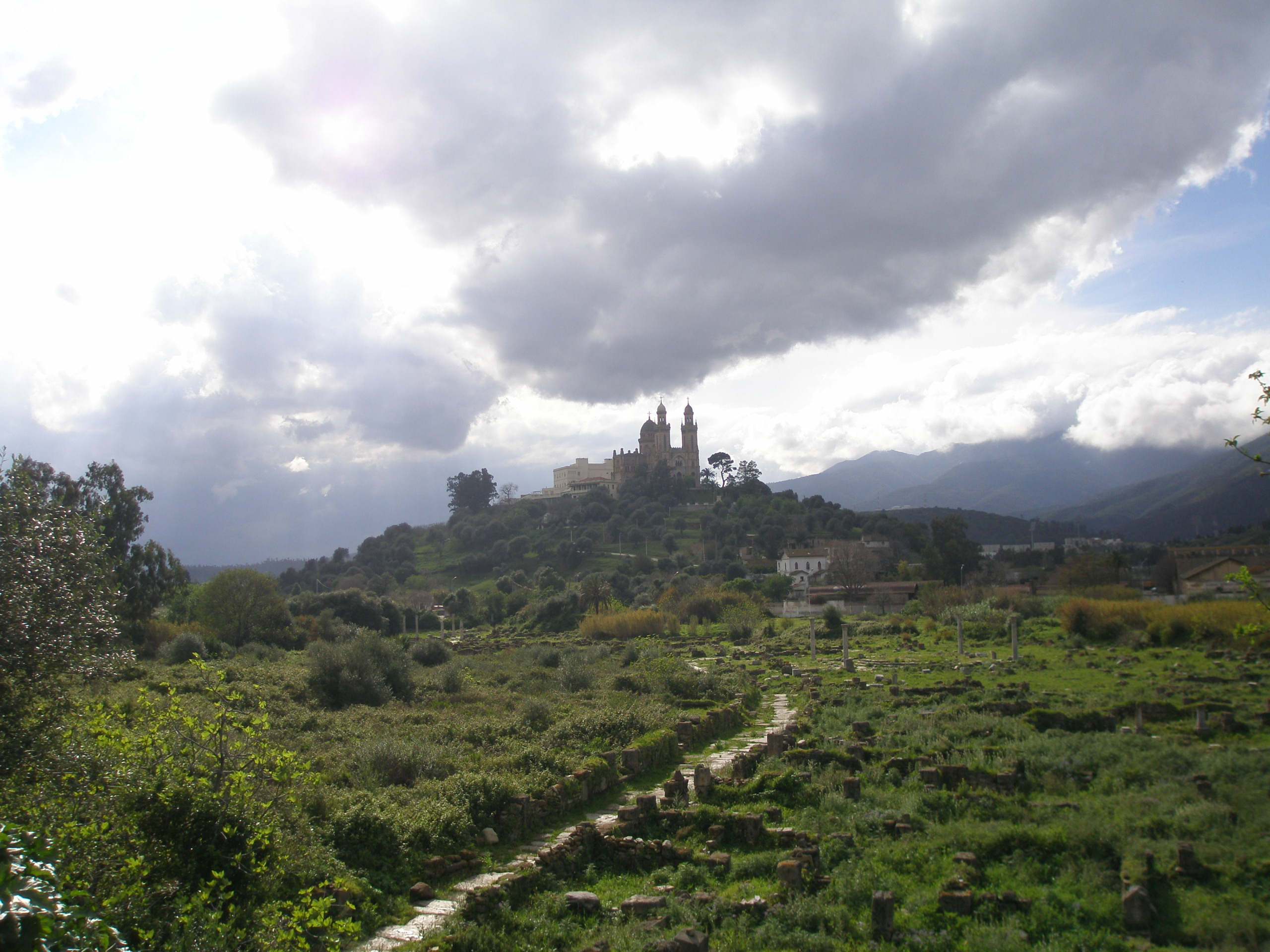
Ruine d'Hippone détruite par les Vandales au VIe siècle, est un musée en plein air qui entoure la Basilique Saint-Augustin d'Annaba.

La ville d'Annaba est une des principales communes touristiques d'Algérie mais elle reste encore assez peu fréquentée par les étrangers. Annaba a vu la mise en place d'un plan d'aménagement touristique qui sera destiné à promouvoir ce secteur dans les années à venir, elle dispose d'immenses plaines longeant des montagnes, tel que les monts de l'Edough. La ville ainsi que son agglomération sont bordées par près de quarante kilomètres de côtes, ces plages attirent durant l'été des milliers de touristes nationaux.

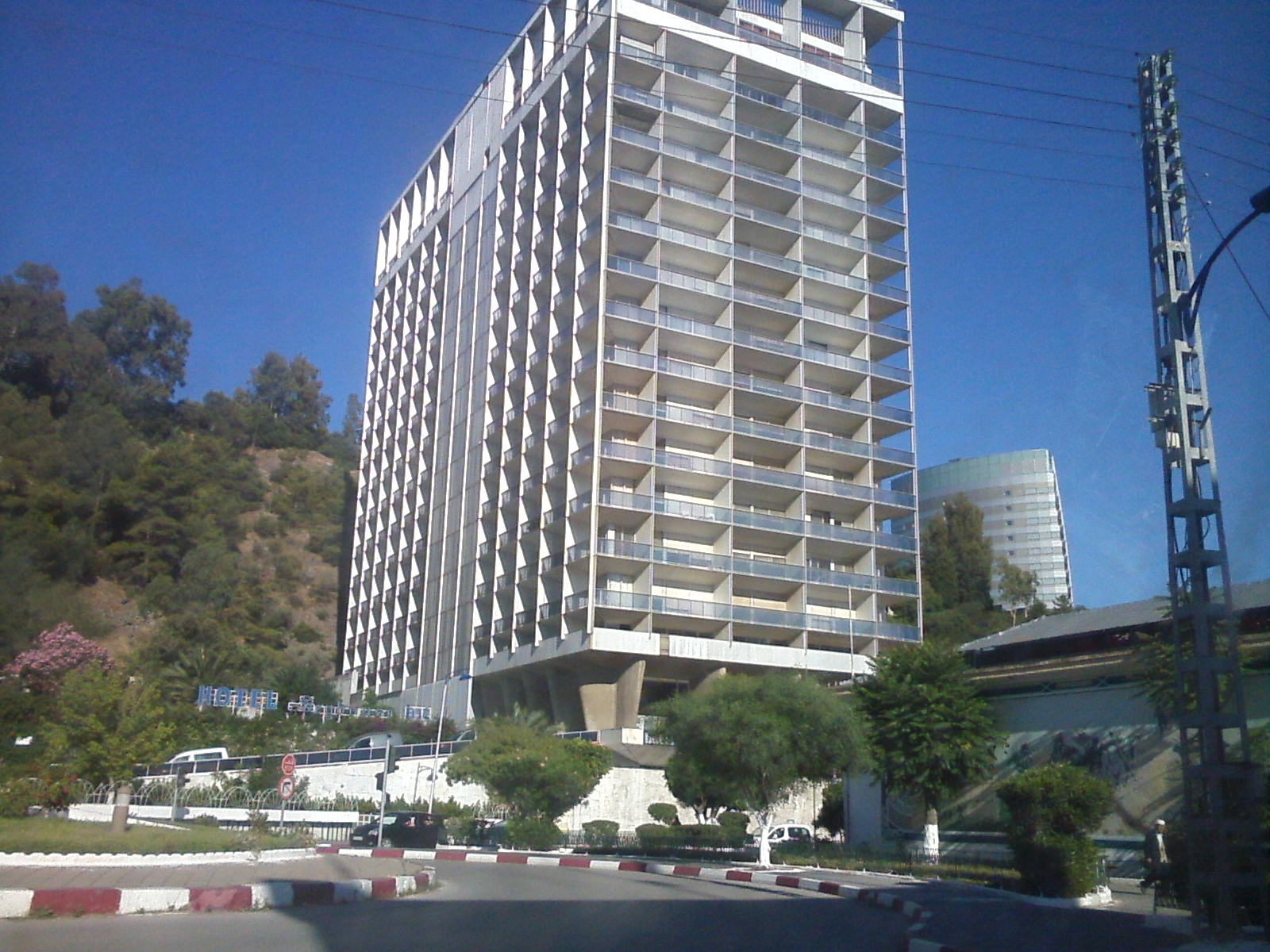
Hôtel Seybouse International.
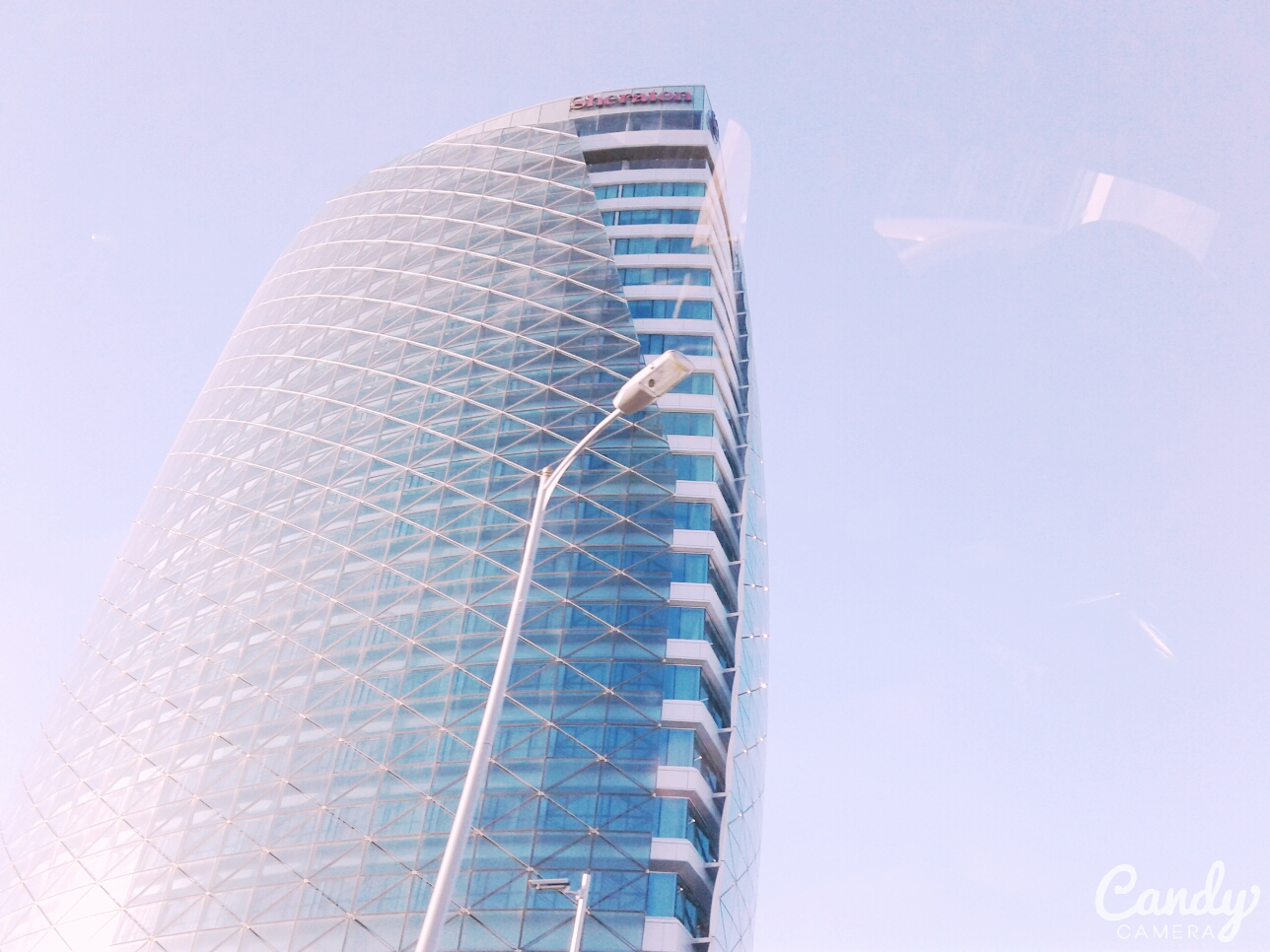
Sheraton Annaba Hôtel[15].

La ville abrite plusieurs plages : Joannonville (Sidi Salem, Joino), le lever de l'aurore (Vedro), Plage des juifs, Saint-Cloud (Rezgi Rachid), Chapuis (Rizzi Amor), La Caroube (Kharouba), Toche (Reffas Zahouane), Le Belvedère, Ain Achir, Le Cap de Garde (Le Vivier).

## Démographie
La ville d'Annaba comptait 257 359 habitants en 2008 (Recensement général de la population et de l'habitat). Son agglomération comptait 359 657 (avec 111 956 habitants à El Bouni en 1998). Si l'on y inclut El Hadjar, et Sidi Amar dont les extrémités tendent à se rejoindre, c'est près de 500 000 personnes qui appartiennent au « Grand Annaba » La métropole d'Annaba comptait 1 000 000 habitants en 2008, si on ajoute les villes très proches comme Berrahel, la nouvelle ville Mostafa Ben Aouda, Echatt, Ben Mehidi ou encore Drean.
| 1882   | 1886   | 1892   | 1896   | 1899   | 1901   | 1906   | 1911   | 1921   | 1926   | 1931   |
| ------ | ------ | ------ | ------ | ------ | ------ | ------ | ------ | ------ | ------ | ------ |
| 22 000 | 29 600 | 30 800 | 32 300 | 34 500 | 37 000 | 42 900 | 42 000 | 45 200 | 51 900 | 68 800 |

| 1936   | 1948    | 1954    | 1960    | 1966    | 1974    | 1977    | 1987    | 1998    | 2008    | - |
| ------ | ------- | ------- | ------- | ------- | ------- | ------- | ------- | ------- | ------- | - |
| 83 300 | 102 800 | 114 100 | 164 000 | 168 800 | 213 200 | 222 600 | 222 500 | 247 701 | 257 359 | - |

| Hommes | Classe d’âge | Femmes |
| ------ | ------------ | ------ |
| 527    | 85 ans et +  | 770    |
| 995    | 80 à 84 ans  | 1 123  |
| 1 943  | 75 à 79 ans  | 2 105  |
| 2 612  | 70 à 74 ans  | 2 975  |
| 2 949  | 65 à 69 ans  | 3 672  |
| 3 646  | 60 à 64 ans  | 4 112  |
| 5 579  | 55 à 59 ans  | 5 661  |
| 6 535  | 50 à 54 ans  | 6 716  |
| 8 106  | 45 à 49 ans  | 8 093  |
| 9 587  | 40 à 44 ans  | 10 236 |
| 10 150 | 35 à 39 ans  | 10 959 |
| 11 007 | 30 à 34 ans  | 11 177 |
| 11 295 | 25 à 29 ans  | 11 671 |
| 11 388 | 20 à 24 ans  | 11 538 |
| 11 337 | 15 à 19 ans  | 11 102 |
| 10 090 | 10 à 14 ans  | 9 782  |
| 9 072  | 5 à 9 ans    | 8 483  |
| 10 402 | 0 à 4 ans    | 9 772  |
| 87     | nd           | 104    |

## Administration

### Liste des maires
| Période                                  | Période   | Identité                     | Étiquette | Qualité |
| ---------------------------------------- | --------- | ---------------------------- | --------- | ------- |
| 1848                                     | 1854      | Pierre-Auguste Lacombe       |           |         |
| 1848                                     | 1857      | Daniel-Amédée Mazauric       |           |         |
| 1857                                     | 1870      | Pierre-Auguste Lacombe       |           |         |
| 1870                                     | 1878      | Célestin Bourgoin            |           |         |
| 1878                                     | 1888      | Pierre (dit Prosper) Dubourg |           |         |
| 1888                                     | 1903      | Jérôme Bertagna              |           |         |
| 1903                                     | 1909      | Ferdinand Marchis            |           |         |
| 1909                                     | 1910      | Napoléon Maggiore            |           |         |
| 1910                                     | 1919      | Henri Narbonne               |           |         |
| 1919                                     | 1921      | Jean Bulliod                 |           |         |
| 1921                                     | 1933      | Elie-Félix Petrolacci        |           |         |
| 1933                                     | 1939      | Paul Pantaloni               |           |         |
| 1939                                     | 1941      | André-Jean Fadda             |           |         |
| 1941                                     | 1942      | Paul-Amédée Quintard         |           |         |
| 1942                                     | 1943      | André-Jean Fadda             |           |         |
| 1943                                     | 1947      | ? Bora                       |           |         |
| 1947                                     | 1955      | Paul Pantaloni               |           |         |
| 1955                                     | 1958      | André Fadda                  |           |         |
| 1958                                     | 1961      | René Grauby                  |           |         |
| 1961                                     | 1962      | Charles Pigière              |           |         |
| 1962                                     | 1962      | Bézard                       |           |         |
| 2002                                     | 2007      | Noureddine Kouadria          | FLN       |         |
| 2007                                     | 2008      | Salah Djefaflia              | FLN       |         |
| 2008                                     | 2012      | Abdallah Nabil Bensaïd       | FLN       |         |
| 2012                                     | à ce jour | Farid Merabet                | FLN       |         |
| Les données manquantes sont à compléter. |           |                              |           |         |

### Jumelages
La ville d'Annaba est jumelée avec plusieurs villes :
- Dunkerque Grand Littoral (France) depuis 1970[18] ;
- Saint-Étienne (France) depuis 1982[19] ;
- Bizerte (Tunisie) depuis 1985 ;
- Iekaterinbourg (Russie) depuis le 14 août 2009.

## Culture et traditions

### Religion

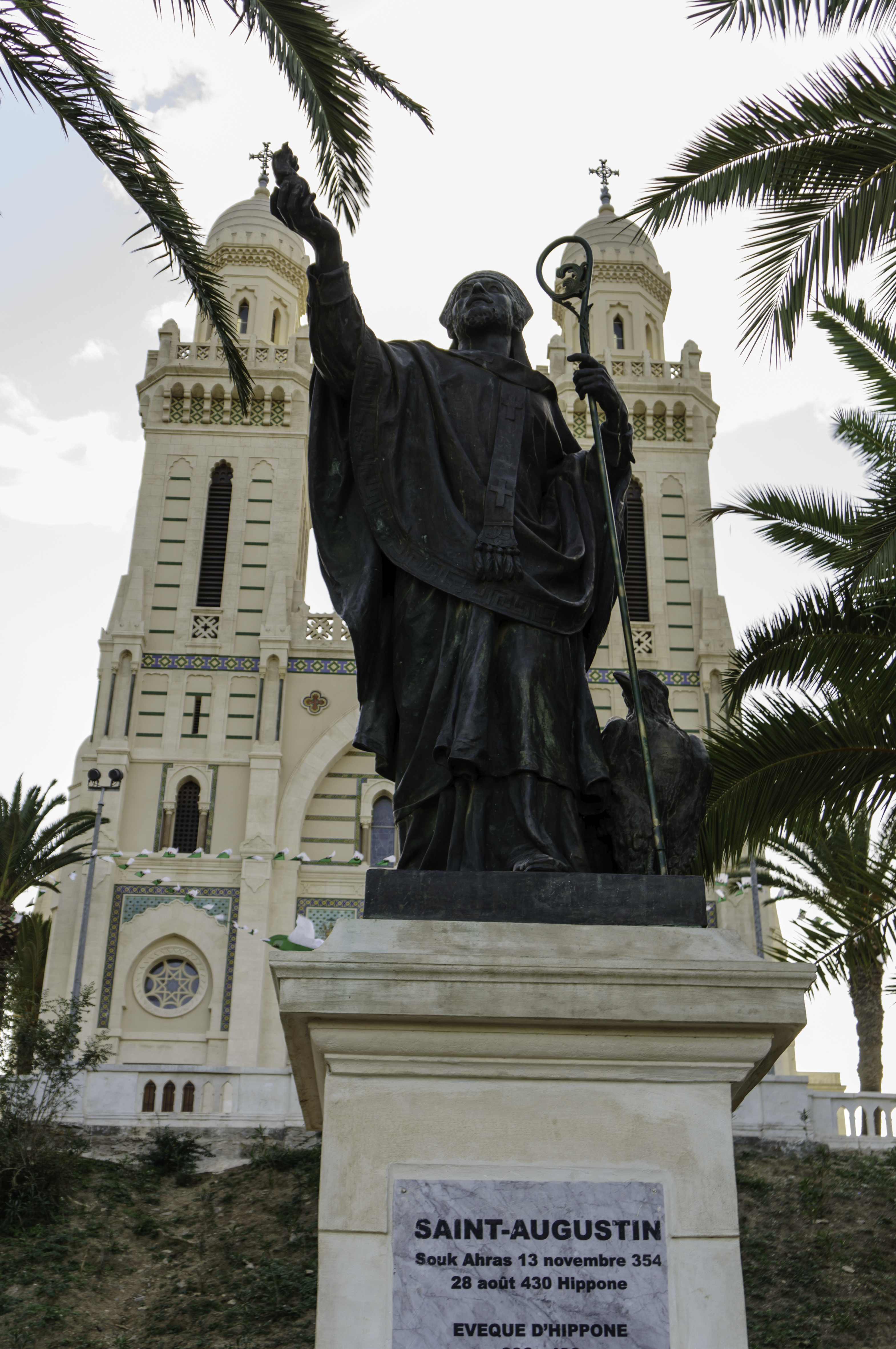
Basilique Saint Augustin au sommet de la ville.

Comme dans le reste de l'Algérie, les habitants de la ville d'Annaba sont majoritairement de confession musulmane, avec une minorité chrétienne d'origine européenne dévote de Saint-Augustin d'Hippone. La ville d'Annaba contient plusieurs édifices religieux dont une basilique antique située aux ruines antiques de la ville, des mosquées d'époque médiévale, ottomane et moderne mais également plusieurs tombeaux de saints musulmans. Il subsiste une synagogue antique datant de la destruction du temple de Jérusalem située dans le quartier de la vieille ville. Cependant, il existe une communauté chrétienne implantée lors de la colonisation française constituée de français, maltais, italiens et d'africains. Cette présence chrétienne est également due à la présence antique de la religion chrétienne dans la région d'Annaba qui fut la région de Saint Augustin. Le premier colloque international sur le père de l'église catholique et sa pensée, fut organisé dans la ville en avril 2001. Cette ville fait office de pèlerinage de chrétiens venus pour la plupart d'Europe. La basilique Saint-Augustin, consacrée le 29 mars 1900, est une basilique mineure depuis le 24 avril 1914 et la procathédrale du diocèse de Constantine depuis 1964.

### Islam
Les habitants de la ville d'Annaba sont sunnites de rite malékite, avec une minorité adepte du rite hanafite apparue lors de la conquête ottomane de la ville. Parmi les lieux de cultes musulmans seuls trois mosquées anciennes de la ville fut épargnées par la colonisation française telles que la mosquée de Sidi Bou Merouane construite en 1033 durant le règne des Zirides puis transformée en hôpital et en église par les français, la mosquée Salah Bey construite en 1791 dont l'originalité demeure l'architecture réunissant les deux rites malékite et hanafite avec les deux minarets. La mosquée de Sidi Brahim quant à elle fut fondée en 1768 située en périphérie de la ville. Il subsistait également une ancienne mosquée fondée par les réfugiés andalous du XVe siècle nommée la mosquée des Grenadiers détruite par les français en 1856 et la mosquée d'Abi Reffis détruite également durant la même période.

De plus la ville contient de nombreux mausolées de saints et érudits musulmans faisant l'objet de visite tels que celui d'Abu Merouane, Sidi Brahim Ben Toumi, Sebâa Rgoud, Sidi Nour, Lala Rhaïla, Lala Bouna, Qbar Ben Taïeb, Sidi Ahmed Lemqati, Sidi Hmaïda ou encore de Sidi Rabah. La plupart des saintes et saints de la ville se trouvent au Cap de Garde espace sacré appelé Ras el-Hamra où se manifestent des festivités en présence de plusieurs troupes musicales accompagné de rites mystiques. 

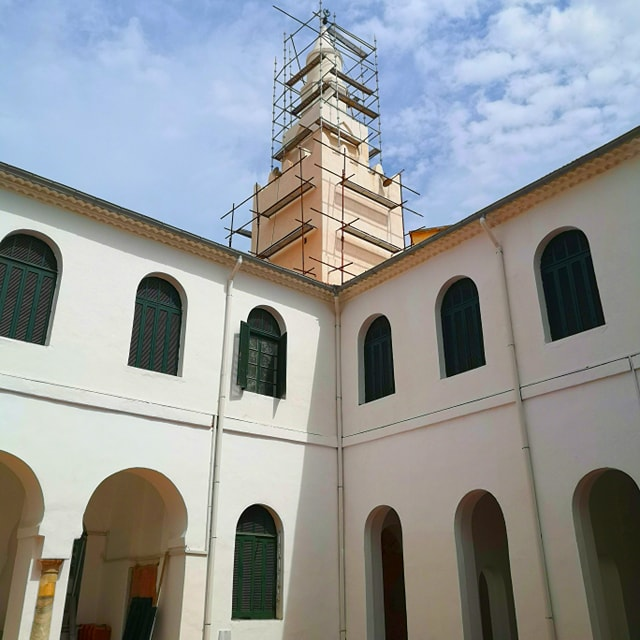
Mosquée de Sidi Bou Merouane en cours de rénovation.
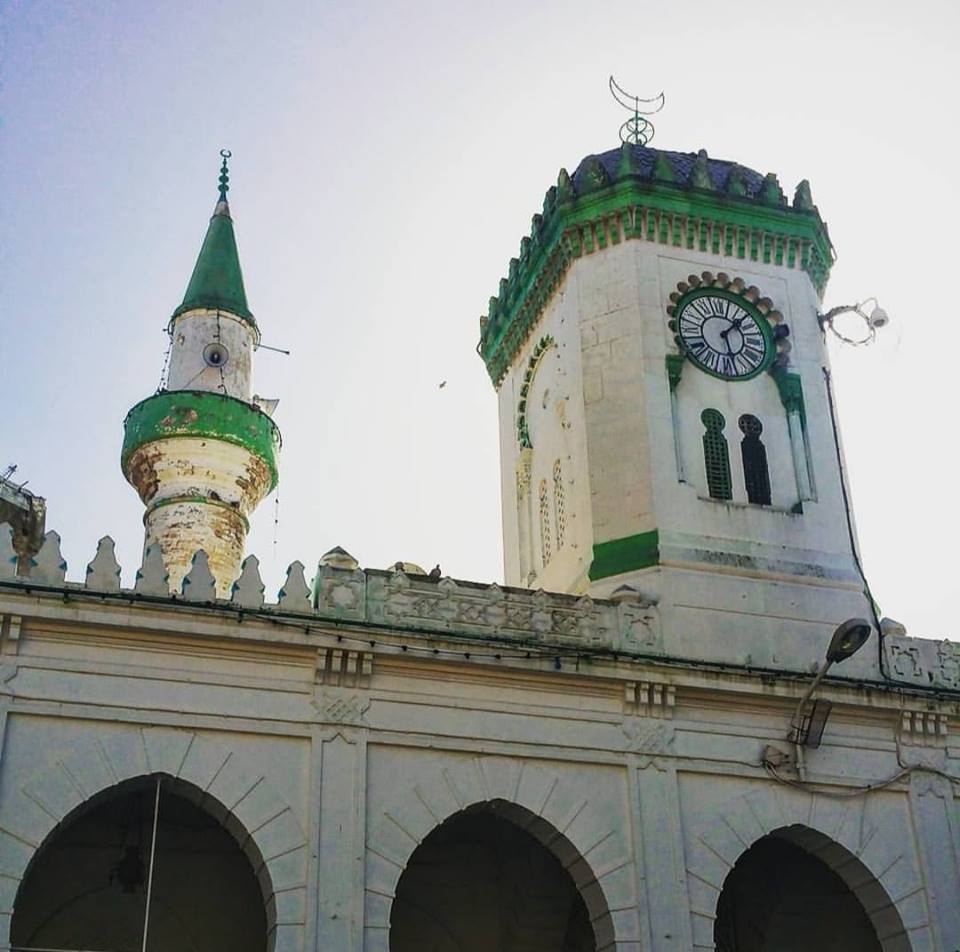
Mosquée Salah Bey avec ses deux minarets.
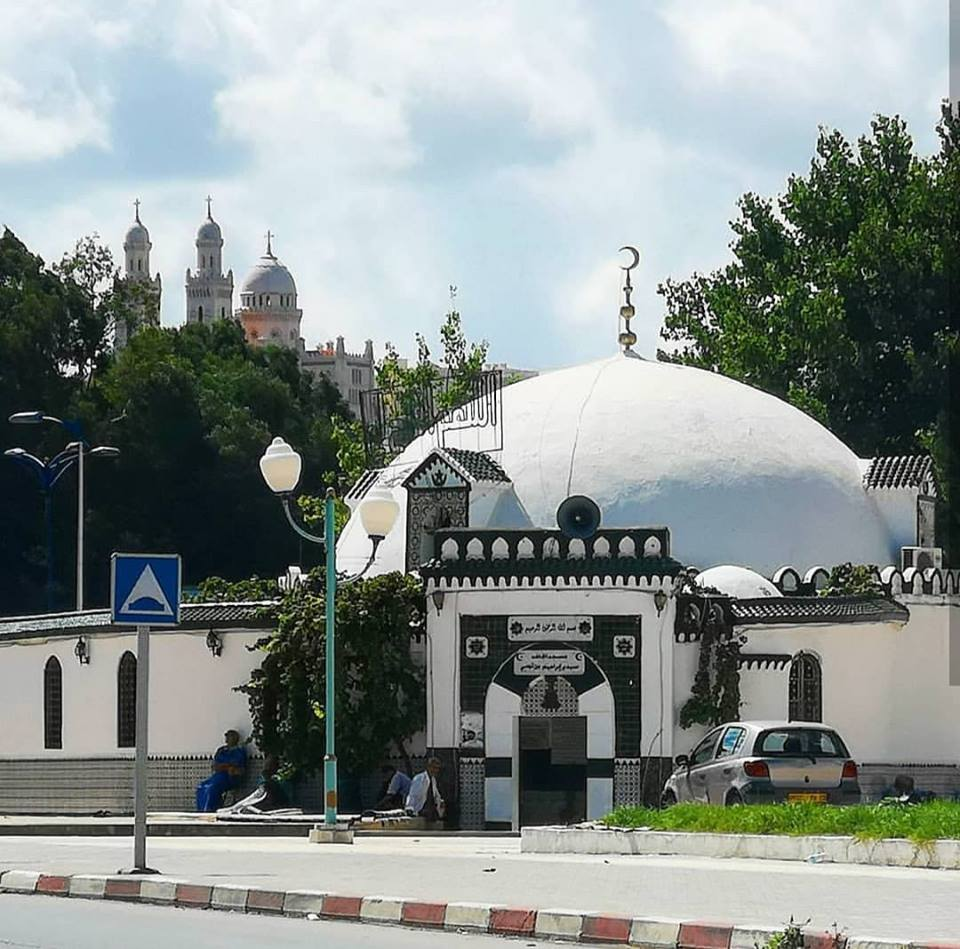
Mausolée de Sidi Brahim Ben Toumi.
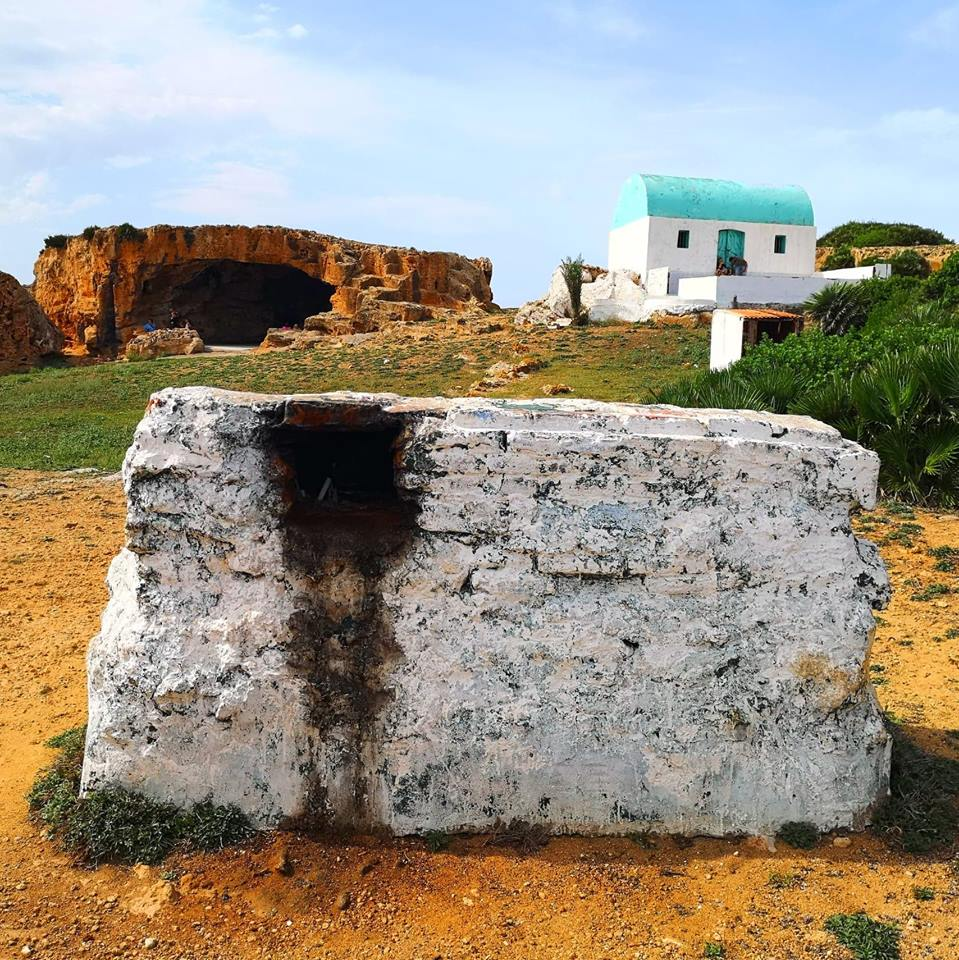
Cap de Garde, au premier plan le tombeau de Ben Taïeb, au second plan celui de Sidi Nour.

## Vie quotidienne

### Sport

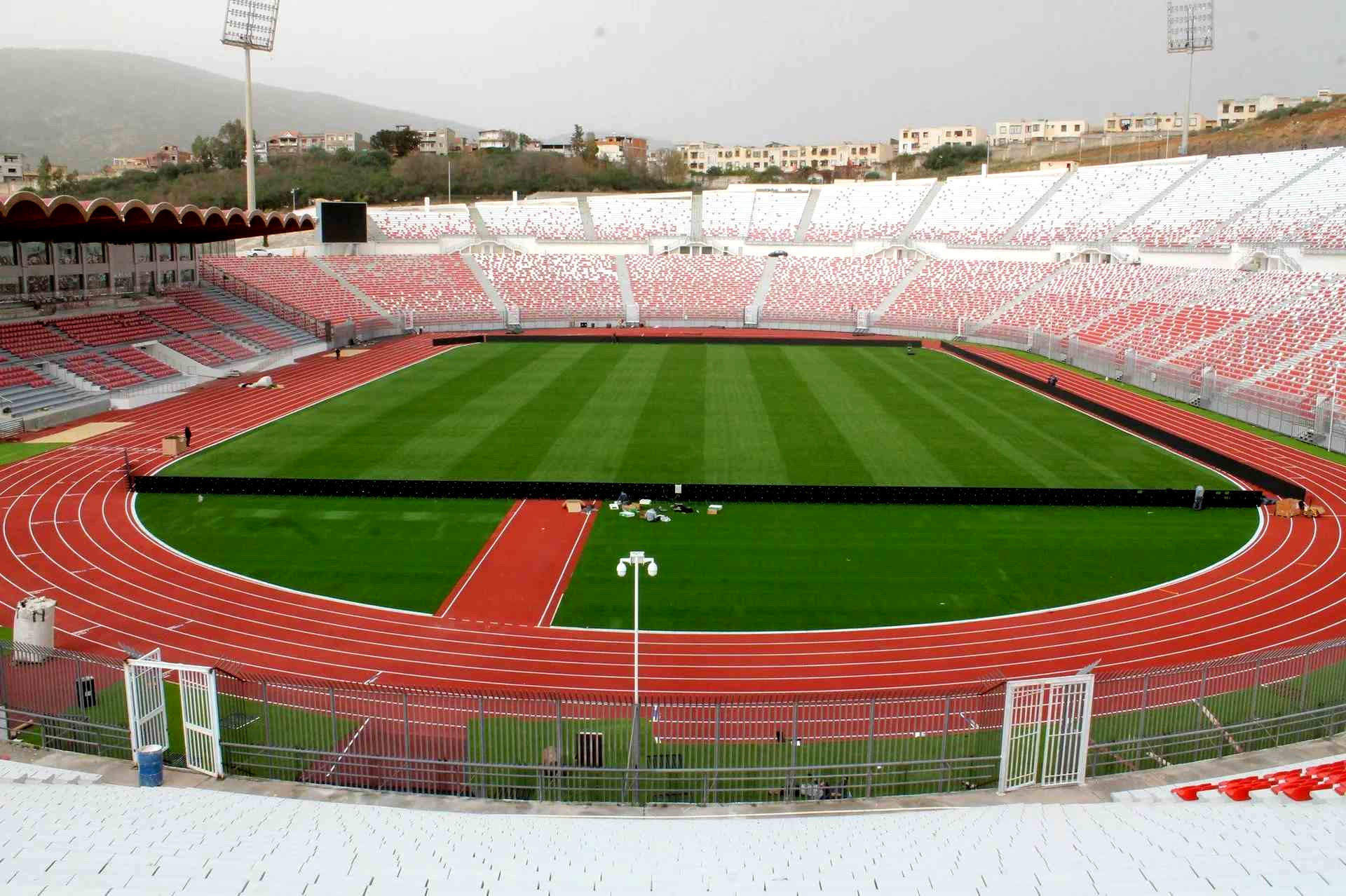
Stade 19 mai 1956 d'Annaba.

Le club de football d'Annaba est l'USM Annaba est champion d'Algérie en 1964 ; il évolue actuellement dans la seconde division algérienne après sa relégation en 2011.
Le stade de la ville, le deuxième plus grand en Algérie après le stade du 5-Juillet d'Alger se nomme le stade du 19-Mai-1956 qui est équipé d'une pelouse en Hybride. Sa capacité maximale est de 50 000 places environ.

### Musique
Annaba est une ville traditionnellement connue par le malouf, genre musical très répandu dans l'est algérien, représenté notamment par Hamdi Benani, Hassan El Annabi, M'hamed el Kourd, Ayachi Dib, Bibi et Ryad Bouchareb.
Il existe également des troupes de chant traditionnel telles que les Fkirette (troupes féminines), Aissawa et tabla w zorna qui représentent le folklore traditionnelle Annabi.
La ville est également le berceau d'artistes du rap algérien comme Lotfi Double Kanon.

### Cuisine

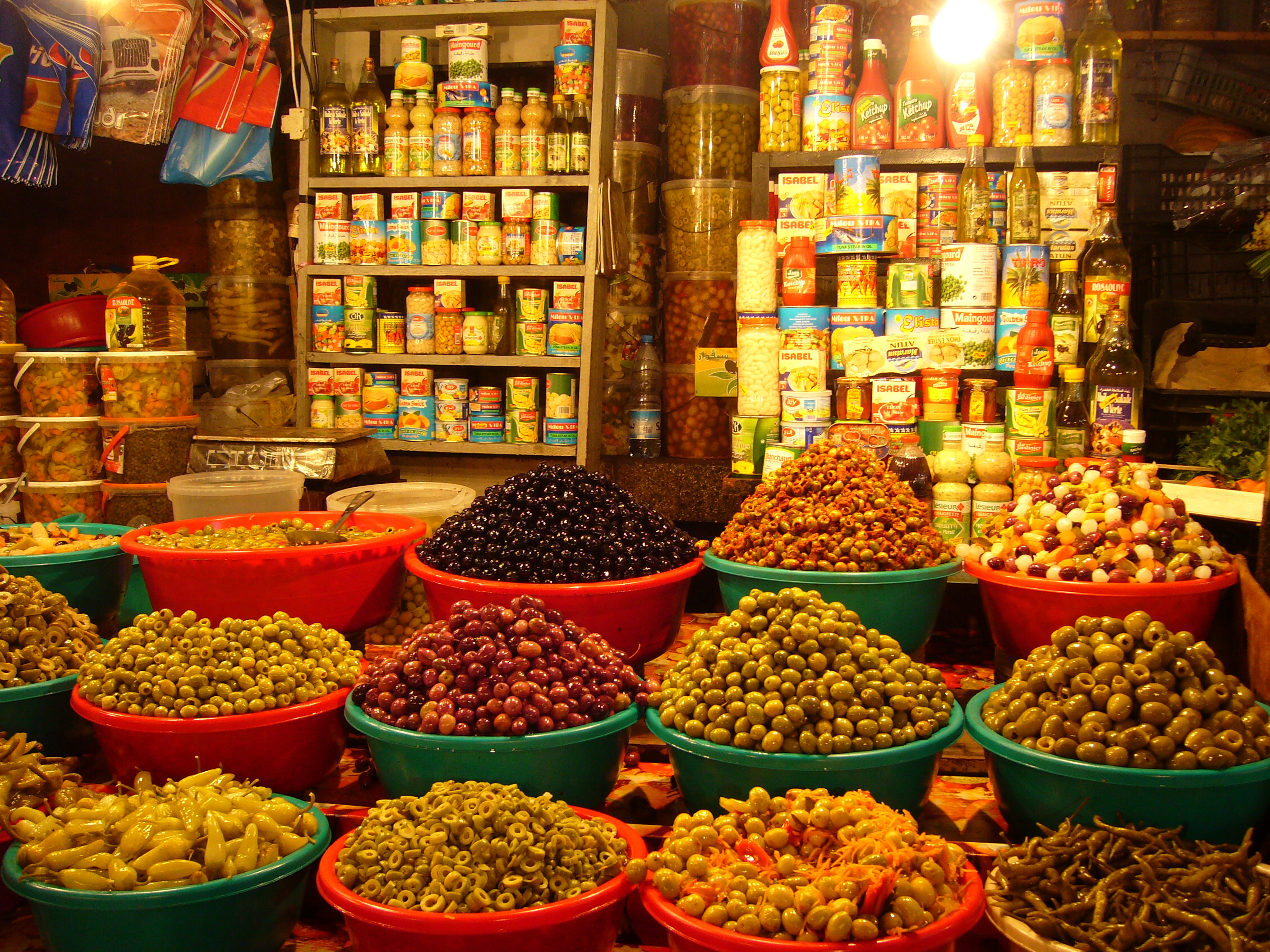
Olives et piments au marché d'Annaba

La cuisine bônoise a subi des influences multiples de conquêtes et civilisations, elle se compose essentiellement de produits aux saveurs méditerranéennes. Les spécialités culinaires d'Annaba réunissent, en plus des plats traditionnels algériens, des spécialités telles que :
- le bourek Annabi
- la chakhchoukha
- la chakchouka
- le Jari
- le couscous
- le créponné
- la marka hloua
- la mloukhiya
- le castel
- le makroud
- la baklawa

## Personnalités liées à Annaba

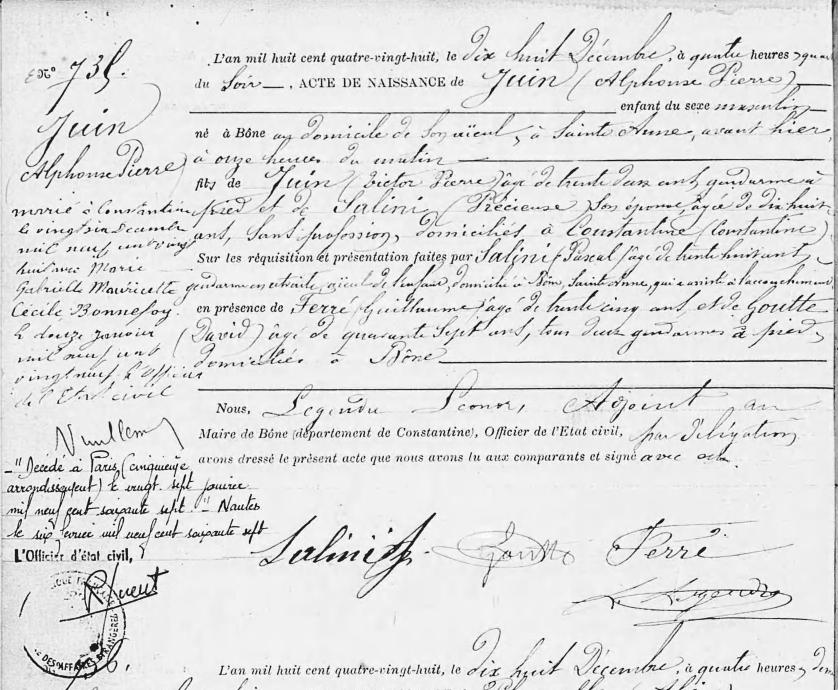
Acte de naissance à Bône (Annaba) du maréchal Alphonse Juin le 16 décembre 1888.

### Personnalités historiques
- Mokhtar Badji, plus couramment appelé Badji Mokhtar, figure de la guerre d'indépendance, y est né le 17 avril 1919.
- Ahmad al-Buni, écrivain du Moyen Âge, auteur de Chams el maâref el Kobra, précurseur de Nostradamus .
- Saint Augustin d'Hippone, philosophe et théologien chrétien, évêque d’Hippone, y est mort le 28 août 430.
- Gaïa, dernier roi massyle (Numidie orientale).
- Juba Ier, roi berbère numide.
- Juba II, fils de Juba 1er et époux de Cléopâtre Séléné II — ils sont enterrés au Mausolée royal de Maurétanie.
- Zawi ibn Ziri, prince ziride des sanhadjas, fondateur de Madinat Zaoui, Bouna El Haditha.

### Personnalités littéraires, culturelles et artistiques
- Salim Bachi, écrivain algérien né en 1971, a grandi à Annaba.
- Phil Barney, chanteur de variété, y est né le 2 février 1957.
- Guy Bedos, comédien et fantaisiste né en 1934, y a passé son enfance et son adolescence.
- Hamdi Benani, chanteur et musicien algérien de malouf né en 1943, y a vécu.
- Jean Boullet, peintre, dessinateur, illustrateur et critique de cinéma y est décédé le 2 novembre 1970.
- Hélène Conway-Mouret, ministre déléguée aux Français de l'étranger dans le gouvernement Jean-Marc Ayrault II, y est née le 13 septembre 1960.
- Zahia Dahel Hebrih, peintre et sculpteur, y est née le 11 février 1952.
- Lotfi Double Kanon, rappeur, y est né en 1974.
- M'hamed El Kourd, chanteur du malouf, y est né en 1895.
- Edwige Fenech, actrice franco-italienne, y est née le 24 décembre 1948.
- Salim Halali, chanteur et compositeur de musique arabo-andalouse, francarabe, judéo-arabe et populaire, y est né le 30 juillet 1920.
- Layachi Hamidouche, artiste peintre, y est né le 13 octobre 1947.
- Michel Nowak, judoka français, y est né le 30 juin 1962.
- Jean-Baptiste Pancrazi, membre de la bande à Bonnot, y est né le 16 novembre 1882[23].
- Valentine Prax, peintre, y est née le 23 juillet 1897.
- Roger Widenlocher, dessinateur humoriste, y est né le 3 juin 1953.
- Moha MMZ, chanteur et rappeur originaire d'Annaba à qui il consacre une chanson[24].

### Autres personnalités
- Mahieddine Amimour, homme politique algérien, y est né le 18 mai 1935.
- Édouard Bonie, avocat français, y a été substitut auprès du tribunal de 1842 à 1844.
- Mohamed Boudiaf (1919-1992), chef de l’État algérien, y a été assassiné le 29 juin 1992.
- Saïd Brahimi, international de football français puis algérien, y est né le 14 mars 1931.
- Marcelin Flandrin, photographe, y est né en 1889.
- Marie-Laure de Decker (1947-2023), photographe et journaliste française.
- Baya Gacemi (née en 1949), journaliste algérienne.
- Jean-Paul Jacquier (1940-2014), spécialiste des relations sociales, y est né.
- Alphonse Juin, maréchal français, y est né le 16 décembre 1888.
- Rahamim Naouri, rabbin et juge rabbinique (Dayan), par la suite Président du tribunal rabbinique du Consistoire de Paris, y est né en 1902.
- Simon Claude Mimouni, historien français, y est né le 26 avril 1949.
- Salim Mokdat, footballeur algérien, y est né.
- Jean-Charles Naouri, homme d'affaires français, y est né le 8 mars 1949.
- Kheireddine Rechrouche (1990), footballeur algérien, y est né.
- René-Samuel Sirat (1930-2023), rabbin et professeur, y est né.
- Michèle Victory, femme politique française, membre du Parti socialiste, née en 1958.

Panorama du front de mer d'Annaba.